# 小林可夢偉
小林 可夢偉（こばやし かむい、Kamui Kobayashi, 1986年9月13日 - ）は、日本の兵庫県尼崎市出身のレーシングドライバー。スーパーフォーミュラではKCMG、FIA 世界耐久選手権（WEC）ではTOYOTA GAZOO Racingに所属する。WECではトヨタのチーム代表を兼任する。
フォーミュラ1 (F1) 時代には、2012年日本GPで日本人3人目となる3位表彰台を獲得。スポーツカーレース転向後はWECドライバーズチャンピオンを2度（2019-20年・2021年）獲得。ル・マン24時間のコースレコードを樹立し、2019年及び2020年のデイトナ24時間、2021年のル・マン24時間で総合優勝を果たした。

## 初期の経歴

### デビュー - 2001年
9歳でカートを始める。少年の頃より憧れのドライバーはアイルトン・セナであると発言している。1996年にカートレースにデビュー、実績を積み重ね2000年には全日本ジュニアカート選手権のシリーズチャンピオンとなる。
2001年は全日本カート選手権にステップアップし、ICAクラスに参戦してシリーズチャンピオンを獲得し、「西の小林可夢偉、東の関口雄飛」と呼ばれた。またフォーミュラトヨタレーシングスクール（FTRS）を受講しスカラシップを得た。

### 2002年 - 2003年
続いて4輪レースに出場することになるが、当時15歳であったためその前に日本自動車連盟（JAF）が限定A級ライセンスを発行するのをしばらく待たねばならなかった。限定A級ライセンス取得後の2002年度、エッソ・フォーミュラ・トヨタ最終戦にて4輪レースデビューを飾る。2003年は本格的に同シリーズに参戦しランキング2位。

### 2004年 - 2005年
2004年にはトヨタ・ヤングドライバーズ・プログラム（TDP）の支援下、フォーミュラ・ルノー2.0イタリアシリーズに参戦しランキング7位。
2005年度はイタリアシリーズに加えユーロカップ・フォーミュラ・ルノー2.0も戦い、両シリーズともチャンピオンを獲得。なお小林はヨーロッパのフォーミュラ・ルノー選手権においてシリーズチャンピオンを獲得した最初の日本人であり、ヨーロッパのフォーミュラカー選手権において日本人ドライバーがタイトルを獲得したのは2001年度に金石年弘・佐藤琢磨・福田良がそれぞれドイツ・イギリス・フランスのF3選手権でシリーズチャンピオンとなって以来のことであった。

### 2006年 - 2007年
2006年はASM Formule 3（現在のARTグランプリのF3部門）からダラーラ・F305・メルセデスでF3・ユーロシリーズを戦い、ランキング8位ながらルーキーカップを獲得した。またF3マカオGPにも出場しポールポジションを獲得する健闘を見せるが決勝は19位で終えた。この時のチームメイトはセバスチャン・ベッテル、このシーズンのチャンピオンを獲得したポール・ディ・レスタ、そしてギド・ヴァン・デル・ガルデであった。
2007年も引き続き同チームのF3ユーロシリーズに参戦。同年6月30日、フランスのマニクール・サーキットで開催されたシリーズ第4戦の第1ラウンドでポールポジションを獲得しそのままF3初勝利を果たした。チームメイトはこの年のF3チャンピオンを獲得し、後にルノーからF1デビューしたロマン・グロージャン、ウィリアムズからデビューしたニコ・ヒュルケンベルグがいる。シリーズ4位。同年11月よりフォーミュラ1チームであるトヨタF1からフランク・モンタニーに代わり、サードドライバーとして起用されることが発表された。

### 2008年 - 2009年

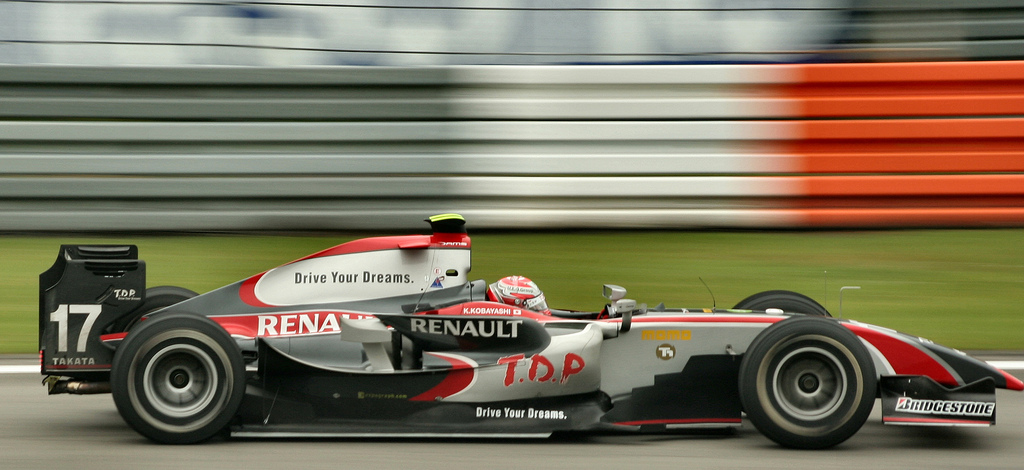
2009年GP2ドイツGP

2008年はGP2にアジアシリーズも含め参戦。3月23日、GP2アジアシリーズのマレーシアGPにて日本人として初優勝。4月27日、ヨーロッパに戻って行われたGP2本戦の第1戦スペイン・レース2でも日本人として初優勝した。
2008年-2009年シーズンとなったGP2アジアシリーズに、トヨタからのサポートを受けて参戦。2008年12月6日、ドバイGPにて08/09シーズンで初優勝。さらに2009年1月24日、バーレーンGPのレース1で優勝し、日本人初の連勝。2位に13ポイント差をつけランキング首位で挑んだ3月25日の最終戦、バーレーンの第1レースで4位入賞したことにより、第2レースを待たずしてアジアシリーズチャンピオンを獲得した。F1直下のカテゴリーで日本人が王座を獲得したのは初めてである。

## F1での経歴

### 2009年

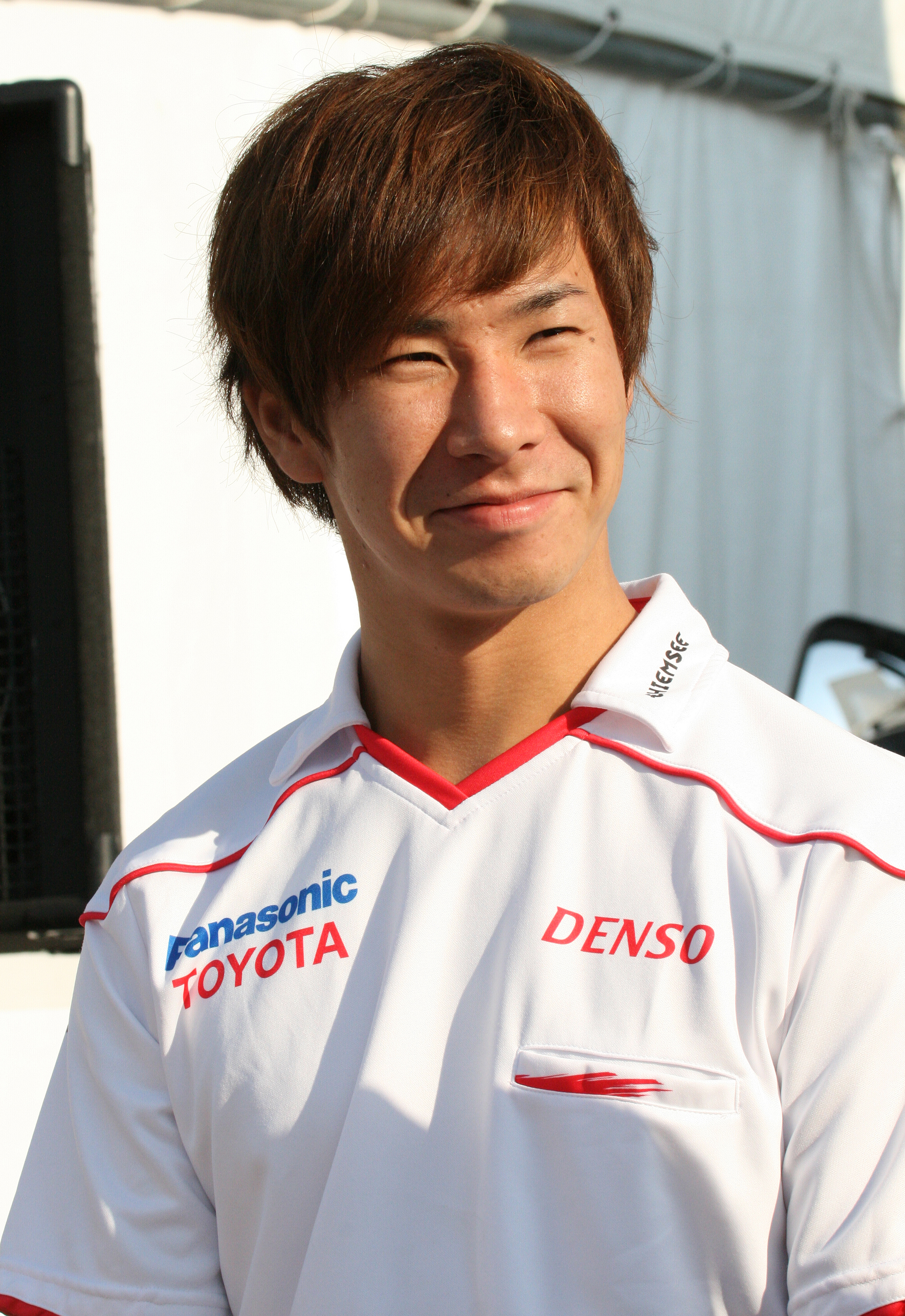
トヨタF1在籍時代（2009年）

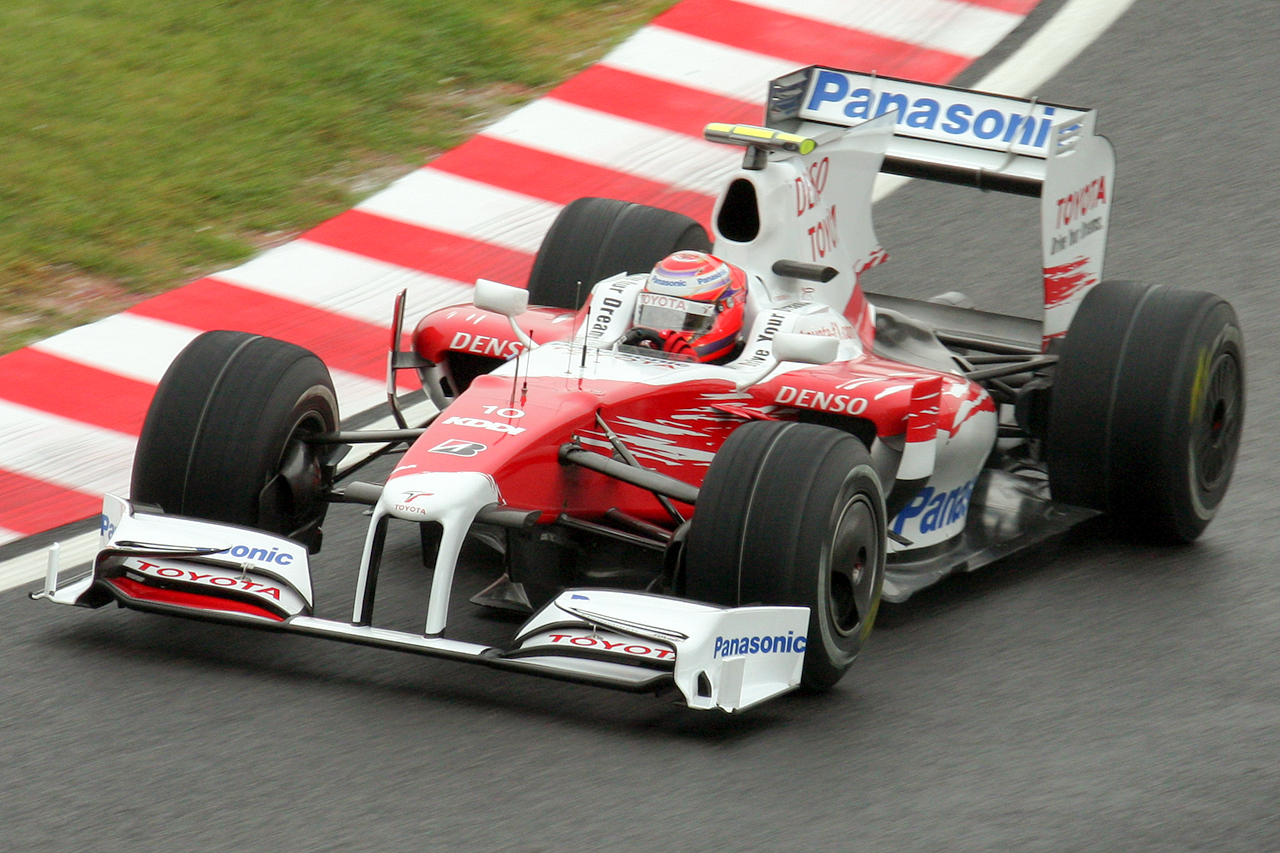
2009年日本GP

2009年10月2日に開幕したF1第15戦日本グランプリで、トヨタF1チームのレギュラードライバーであるティモ・グロックが体調不良により金曜フリー走行を急遽欠場したため、リザーブドライバーであった小林がその代役として出走した。翌日はグロックが復帰したものの、そのグロックは公式予選でクラッシュして脊椎を負傷したため、次戦以降を欠場することになった。これにより、小林は10月18日の第16戦ブラジルグランプリでF1デビュー、日本人としては18人目のF1ドライバーとなった。
そのブラジルグランプリでは予選11位を記録。決勝ではポイント首位のジェンソン・バトンを18周に渡り抑え、一時は3位までポジションを上げたが、入賞に一歩とどかず9位完走だった。
次戦のアブダビGPも参戦することとなり、前戦同様バトンをオーバーテイクし、一時3位を走行。予選12位から1ストップ作戦を成功させ、チームメイトのヤルノ・トゥルーリを上回る6位入賞を果たした。1ストップ勢での上位浮上は小林ひとりであり、2007年の佐藤琢磨以来、2人目となる完全日本製パッケージでポイント獲得をした。
この2戦の活躍で、来シーズンのトヨタF1チームの正ドライバーの座を確かなものとした。しかし、そのアブダビGPからわずか3日後の11月4日、トヨタF1チームがF1から完全撤退することを発表し、2010年以降は他チームにシートを求めることとなった。

### 2010年

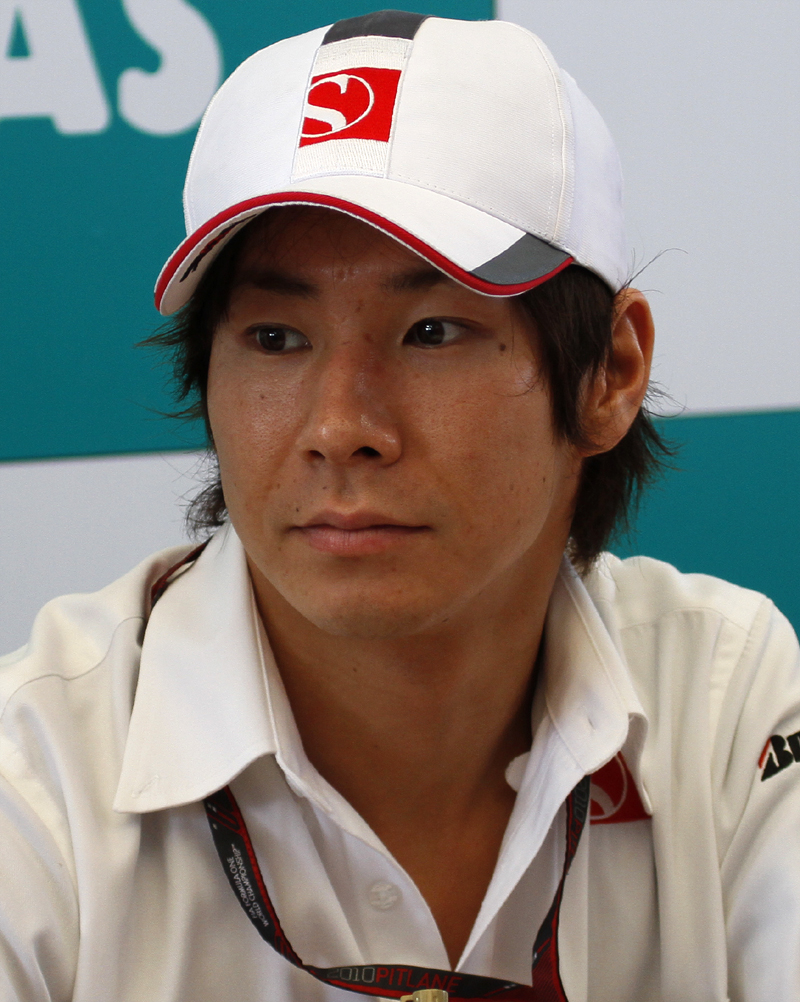
ザウバーF1在籍時代（2010年）

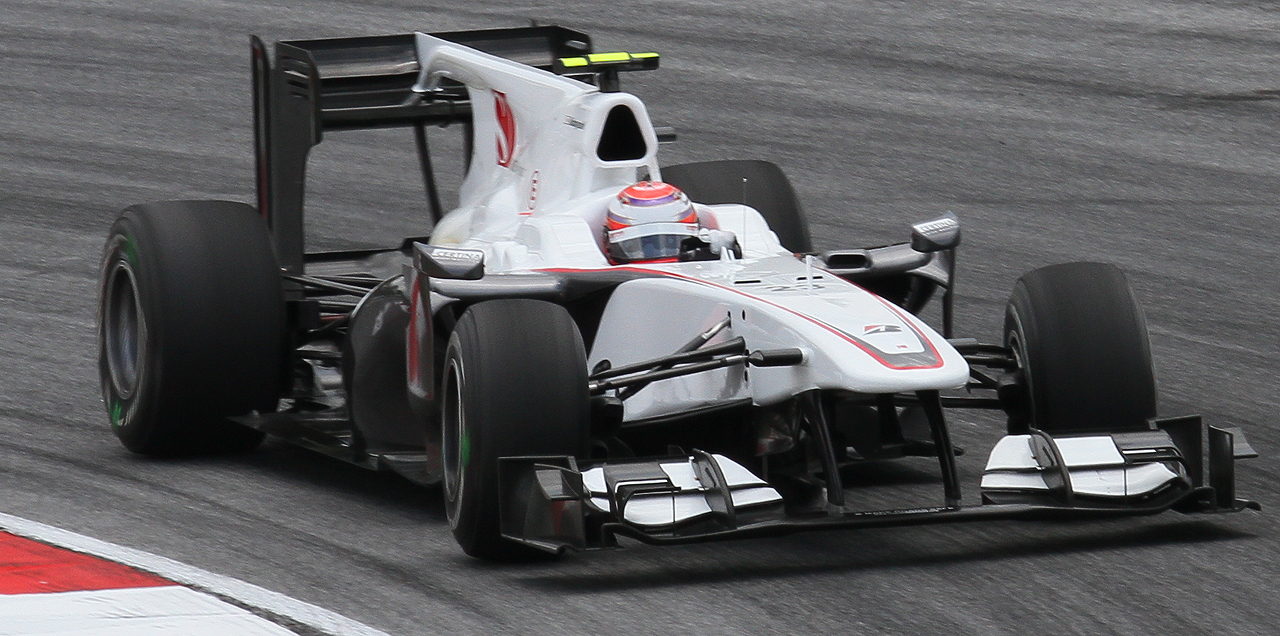
2010年マレーシアGP

2009年12月17日、ザウバーとのレギュラードライバー契約を発表し、撤退したトヨタを離れ2010年シーズンから新天地でのフル参戦が実現した。チームメイトはベテランのペドロ・デ・ラ・ロサ。第15戦シンガポールGPからデラ・ロサに替わりニック・ハイドフェルドがチームメイトになった。
序盤戦はスタート直後の接触事故やマシントラブルにより成果を残せなかったが、トルコGPでは10位入賞し、チームのシーズン初ポイントを獲得した。中盤戦以降はマシンの改善もあり、コンスタントに入賞圏内を争うようになった。
ヨーロッパGPでは予選18位からのスタートであったが、セーフティーカー出動の混乱を巧みに乗り切り、レース終盤の53周目までタイヤを交換しないという策に出る。その53周までのレースの大半を3位で走行し、レギュレーション上のタイヤ交換義務でソフトタイヤに履き替え9位でレースに戻り、新しいタイヤのグリップ力を活かし残り2周でフェラーリのフェルナンド・アロンソを、ファイナルラップの最終コーナーでトロ・ロッソのセバスチャン・ブエミをオーバーテイクし7位入賞を果たして、その印象的な走りは評価された。終始4位に抑えこまれていたマクラーレンのジェンソン・バトンも、インタビューで小林の走りについて"Brilliant!"(素晴らしい！)と称賛した。
続くイギリスGPでも6位入賞。ハンガリーGP予選ではピットレーンの赤信号無視でペナルティを受け23番手に降格。決勝ではスタートで順位を上げ、セーフティーカー出動も味方して9位入賞を果たした。
母国日本GPでは予選14位から、他のドライバーがソフトタイヤでスタートする中、ハードタイヤで走り出した。ハイメ・アルグエルスアリを14周目、エイドリアン・スーティルを18周目にヘアピンで抜き、全53周レースの38周目にピットイン。ソフトタイヤに履き替えると、アルグエルスアリをアウト側から45周目、ルーベンス・バリチェロを48周目、ハイドフェルドを49周目に同じヘアピンで抜き、計5回のオーバーテイクをした。そして2度目のアルグエルスアリをオーバーテイクする際に接触したことでマシン左側のディフレクター、サイドポンツーンの損傷に加えてフロントウィングの一部まで欠損している状況にも拘わらず7位入賞を果たし、観客を熱狂させた。なお、小林自身は何回オーバーテイクを行ったか記憶していないと語っている。続く韓国GPでは8位、ブラジルGPでも10位と3戦連続入賞を果たした。
この年は決して競争力の高いマシンではなかったものの、ルーキードライバーとしては最も高いポイントである32ポイントを獲得しランキング12位。また、チームメイトと比較してもデ・ラ・ロサに7勝2敗5分、ハイドフェルドに3勝1敗1分している事になりベテランドライバー相手にも遜色ない結果を残した。

### 2011年

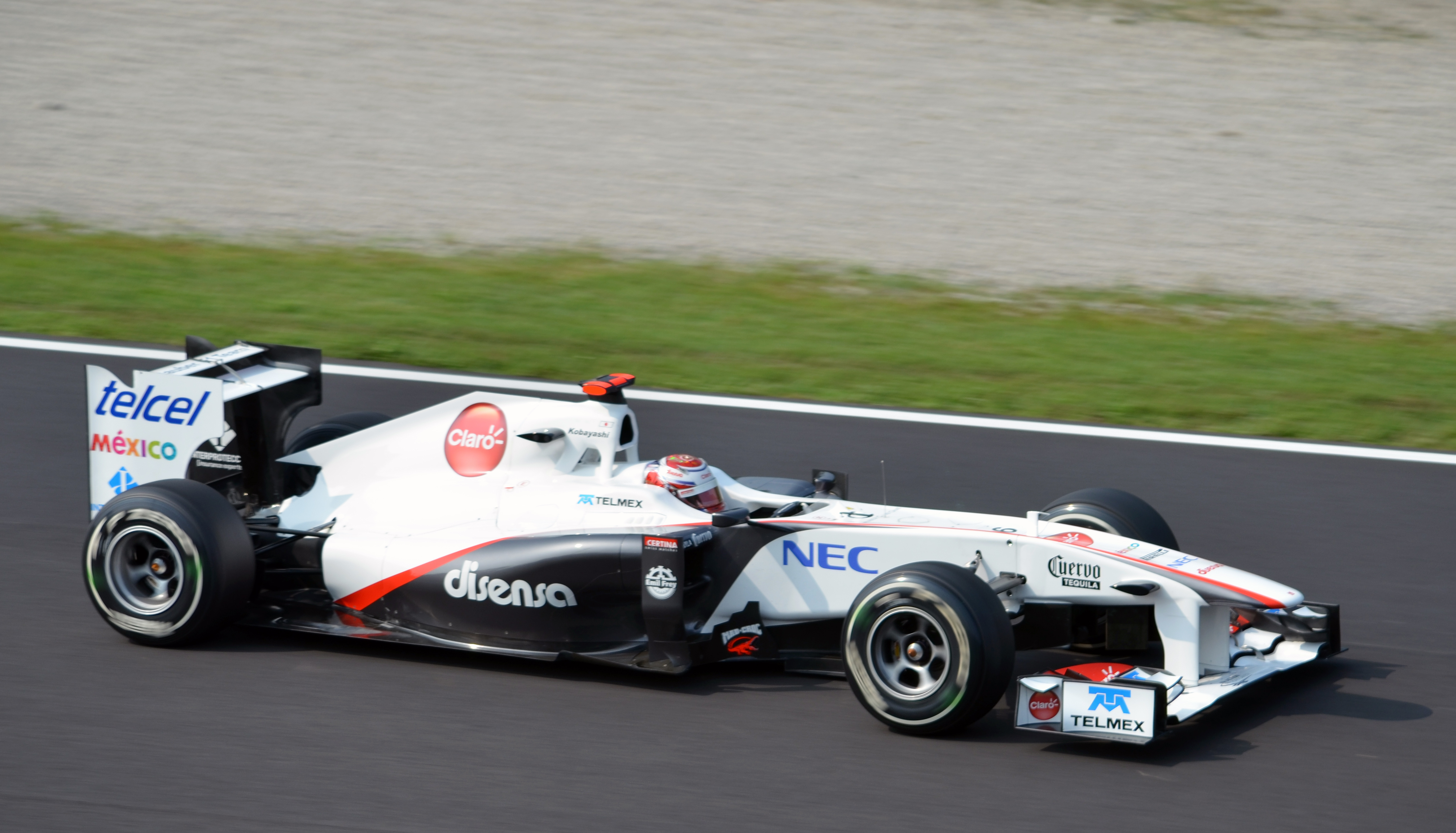
2011年イタリアGP

2010年9月7日、ザウバーは小林をエースドライバーとして残留させることを発表し、2011年も引き続きザウバーから出走する。チームメイトには、新人のメキシコ人ドライバーセルジオ・ペレスが起用されている。
開幕戦オーストラリアGPでは入賞圏内である8位でゴールしたが、レース後の車検でリアウイングに違反があったとして失格処分となった。第2戦マレーシアGPでは、マーク・ウェバーやミハエル・シューマッハらとの接戦を繰り広げ7位入賞。前戦の雪辱を果たし、第3戦中国GP、第4戦トルコGP、第5戦スペインGPまで3戦連続で10位入賞を記録し、日本人F1ドライバーの中で最もポイント獲得している佐藤琢磨の44ポイントという記録と並んだ。また、同じく佐藤が記録した日本人による連続入賞記録（2004年イタリアグランプリから2004年ブラジルグランプリまで）である「4戦」も並んだ。翌第6戦モナコGPではチームメイトのセルジオ・ペレスがシケインでクラッシュし、同グランプリの決勝レースを欠場。小林は単独で決勝レースに臨むこととなったが結果は自己最高位となる5位入賞を果たし、中嶋一貴以来日本人ドライバー2人目のモナコグランプリでのポイント獲得、モナコグランプリにおける日本人歴代最高位を更新した。同時に日本人獲得ポイント記録と、日本人連続入賞記録を更新した。
続くカナダGPでは荒れた天候のレースで一時2位を走るも、7位でフィニッシュ。一部の日本のマスコミ（特にフジテレビ）はこの活躍と有力チームのシート事情を絡め、2012年シーズンに有力チームに移籍する可能性を盛んに報じた。小林自身も移籍の可能性とペーター・ザウバーへの恩義の間で揺れる心境を示唆していた。しかし7月28日にザウバーが小林とペレスの2012年残留を発表している。

### 2012年

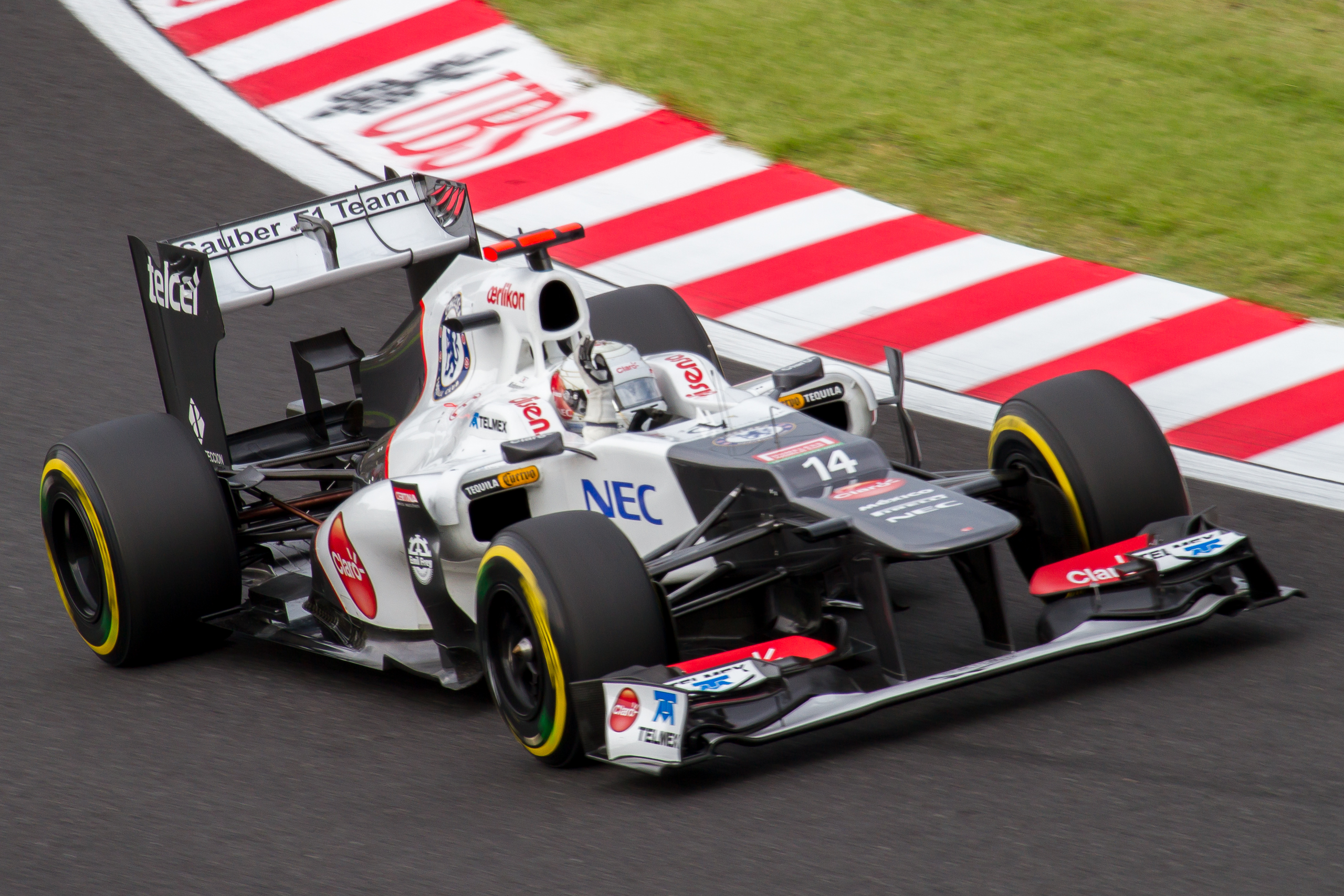
2012年日本GP

開幕戦オーストラリアGPでは、スタート時の接触によりリアウィングの翼端板が破損、DRSの使用に不安が生じた。そんな中で上位陣のクラッシュもあり6位入賞を果たした。第3戦中国GPではフリー走行から安定した走りを見せ、最終的に自己最高となる予選4位を記録する。予選2位のルイス・ハミルトンのペナルティにより決勝は3番手からのスタートとなったが、スタート時にトラブルが発生し順位を落とす。しかし10位でフィニッシュし、日本人としては1989年最終戦オーストラリアGPに中嶋悟が達成して以来23年ぶり、ザウバーチーム（BMW時代を除く）としては初めてのファステストラップを記録した。
第5戦スペインGPでも予選Q3へ進出したものの、ハイドロ系トラブルによって10位（ハミルトンが予選失格したため、9番手からのスタート）だったが、決勝ではジェンソン・バトンやニコ・ロズベルグをオーバーテイクし、自己最高タイの5位入賞を果たした。
第6戦モナコGP予選ではQ2で敗退となり12番手となったが9番手スタートのパストール・マルドナードがフリー走行中にペレスと接触して10グリッド降格のペナルティを受け11番手スタートとなった。
決勝では、スタート直後に第1コーナーでグロージャンがシューマッハとの接触をきっかけにスピンし、後続を巻き込む多重クラッシュとなり、そのクラッシュに巻き込まれリタイアを
喫した。
第7戦カナダGP予選はQ2敗退となり11番手となった。決勝ではシューマッハのリタイアなどもあり予選グリッドから2つポジションを上げ9番手で入賞を果たした。
第8戦ヨーロッパGP予選はQ3進出を果たし、7番手を獲得した。決勝では7番手からスタートし、2周目には4番手までポジションを上げたが、ピットストップに時間がかかり順位を落とす。その後ブルーノ・セナと接触。この接触ではセナにペナルティが科される。その後フェリペ・マッサと接触してリタイア。マッサとの接触には可夢偉に非があるとして次戦のイギリスグランプリで5グリッド降格のペナルティが科された。
第9戦イギリスGP予選では雨のコンディションの中行われ大波乱の予選となり1時間30分の赤旗中断となった。その中、マクラーレンのジェンソン・バトンがQ1敗退を喫し、ロータスのグロージャンもQ3進出を果たすがスピンしQ3を走ることができなかった。その中で可夢偉はQ2で敗退となり12番手となるが前戦のヨーロッパグランプリによる5グリッド降格のペナルティを受け17番手スタートとなる。決勝では1周目に大きく順位を上げその後も順調に順位を上げていくが37周目にピットストップをするときにタイヤがロックし指定の位置に止まることができずメカニック3人と接触。この事故によりピットストップに時間がかかりコースに戻ると12番手、そこからポジションを1つ上げ11番手でフィニッシュしポイントを手にすることはできなかった。レース後メカニックとの接触について審議され2万5000ユーロ（約240万円）の罰金処分を科された。
第10戦ドイツGP予選は雨の降る中行われ、Q2では雨量が激しくなり各車がウェットタイヤに続々と変える中インターミディエイトタイヤで走る戦略が失敗し予選13番手となるが、決勝では天候に恵まれ戦略面でも巧く事が進み、5位でフィニッシュした。その後、2位のセバスチャン・ベッテルのコース外を使ったオーバーテイクが審議対象となり、その結果決勝タイムから20秒加算ペナルティとなったため、最終的には自己最高の4位入賞を果たした。
第11戦ハンガリーGPはフリー走行からマシンバランスに悩み、予選Q1は通過するもQ2で敗退し15位。決勝では早めにミディアムタイヤに履き替え変則2ピットストップ作戦を決行し、油圧系のトラブルでリタイアしたが、18位完走扱いでレースを終えた。
第12戦ベルギーGPはウェットコンディションとなった金曜日フリー走行1回目でトップタイム、2回目では7番手を記録。ドライとなった翌日3回目でも4番手タイムを出し、午後の予選ではポールポジションのバトン（マクラーレン）に次ぐ2番手タイムで自己ベストをマークした。また2004年第7戦ヨーロッパGPの佐藤琢磨以来、8年ぶりの日本人予選フロントローも獲得した。ザウバーチーム（BMW時代を除く）としても1999年第7戦フランスグランプリ以来のフロントローを獲得した。だが決勝ではスタートで失敗し、直後にロマン・グロージャンによって引き起こされた多重クラッシュに巻き込まれてマシンにダメージを負い、完走はしたものの13位に終わった。
第13戦イタリアGPではチームメイトが2位を獲得したのに対して9位に終わり、第14戦シンガポールGPでも13位でポイント圏外で不振が続いた。

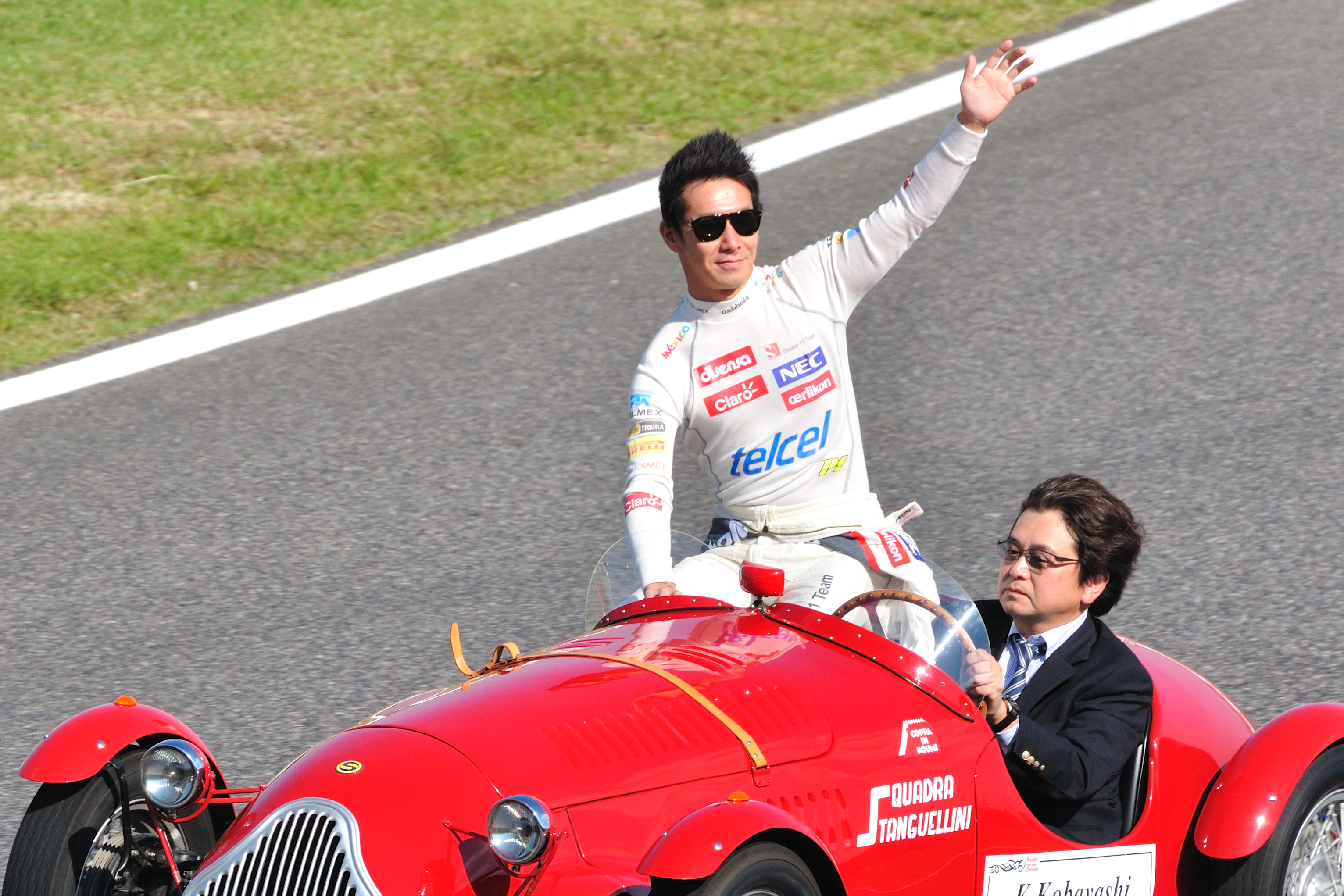
2012年日本GPパレード

第15戦日本GPにおいて、予選4位となり、3位だったジェンソン・バトンがシンガポールGP後のギアボックス交換によりグリッド降格処分となったため3番グリッドからのスタートとなった。スタート直後にマーク・ウェバーをかわし2位に浮上するも、14周終了後の1度目のピットインの後、ダニエル・リカルドをオーバーテイクするのに17周目まで手間取ったこともあり、17周目にピットインしたフェリペ・マッサがピットイン後小林の前に入り再度3位となる。その後は終始ジェンソン・バトンに猛追されるもそのまま3位でゴール、日本人としては2004年アメリカGPでの佐藤琢磨以来8年ぶり、鈴鹿では1990年鈴木亜久里以来22年ぶりとなる、日本人3人目のF1GP表彰台登壇者となった。表彰式のインタビューで「初めての表彰台に日本で上がれたことが本当に素晴らしくて信じられない」と語り、観客たちが可夢偉コールで盛り上がった。
2012年はチームメイトを6ポイント下回ったものの昨年の倍の60ポイントを獲得しランキング12位となった。これはランキングでミハエル・シューマッハを上回る結果となった。日本GPの表彰台を含む9回の入賞（チームメイトは7回）や、自身初のファステストラップとフロントローなどを記録した。しかし、チームとの契約延長には至らず、最終戦ブラジルGP前に2013年のザウバー離脱が発表された。
なお、この年は前述の通り9回の入賞を達成したものの、連続入賞は1度もなかった。

### 2014年

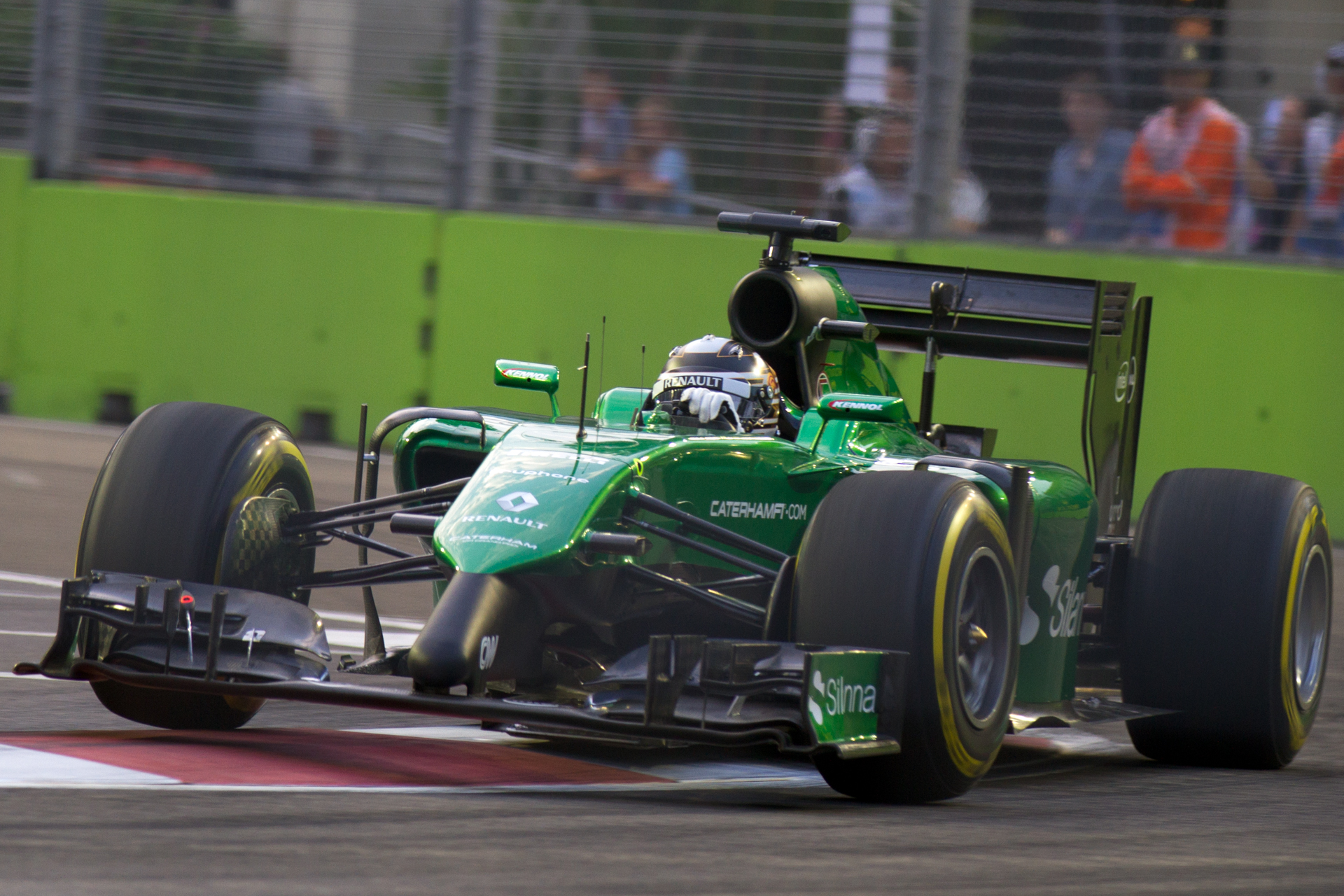
2014年シンガポールGP

2014年1月21日、ケータハムとの契約を発表した。チームメイトは新人のマーカス・エリクソン 。この年から導入されたドライバーの固定ナンバーは「10」を選択した。
開幕戦オーストラリアGPでは予選Q2に進出し、15位（スターティンググリッドでは14位）を獲得するが、決勝ではスタート直後にブレーキトラブルでマッサに追突しリタイアに終わる。
第6戦モナコGPでは荒れた展開だったが、ショートカットをしてしまったため、後方のキミ・ライコネンに順位を譲った際にライバルであるマルシャのジュール・ビアンキに強引にスペースに入り込まれ、順位を奪われた挙句、接触でダメージを負った。その影響でチームメイトのエリクソンにもオーバーテイクされ、ビアンキが9位、エリクソンが11位に対して13位に終わる。
第11戦を終えた時点で予選ではエリクソンに対して9勝2敗と大きく勝ち越し、決勝でも両者が完走したレースでは4勝1敗。しかしシーズン半ばにチームが身売りされた影響などから、第12戦ベルギーGP直前に突如アンドレ・ロッテラーとの交代が発表された。同時に小林自身はベルギーGP以降もチームに留まることも発表された。
第13戦イタリアGPではレースドライバーとして復帰。予選では中国GP以来となるマルシャのビアンキを上回り、予選19位。決勝では直近のライバルであるビアンキを上回る好ペースで周回を続け17位完走。
第16戦ロシアGP、ケータハムはパーツ不足によりフリー走行から2台共にマイレージ制限を実施。マイレージ制限により、初めて走るサーキットにもかかわらず満足な走行は出来なかった。決勝では21周目に突如ピットインを命じられ、その場でリタイヤした。チーム発表によればリタイヤさせた理由はブレーキのオーバーヒートである。小林本人はリタイヤ直後、メディアに対して車に何も問題は無かったと語っている。
第17戦アメリカGPではチームは今年7月にエンガヴェストSAによって買収されたが、その後、元オーナーのトニー・フェルナンデスとの間に論争が生まれ、両者は10月24日、管財人であるスミス＆ウィリアムソンにチームの管理を委ねた。チームはオースティンでのレース参戦を目指していたが、管財人はアメリカGPとブラジルGPの2戦を欠場する許可を得たことを明らかにし、小林は欠場を余儀なくされる。
最終戦アブダビGPではチームはクラウドファンディングなどによる資金調達により、参戦が可能となり、小林の参戦も決定した。エリクソンが離脱を発表したため、チームメイトはウィル・スティーブンスとなった。また、小林はこのグランプリがF1でのラストランになる可能性が高いことを認めた。予選は19位で、マシンの様々な状況がスティーブンスよりも劣る状態にもかかわらずスティーブンスに勝利した。しかし決勝では残り約10周というところでマシントラブルでリタイアとなり、小林は最後のレースを終えた。その後マノー・マルシャと交渉したり、ハースF1の候補に上がるなどその後もF1復帰を目指していたが、現在2014年最終戦アブダビグランプリが小林最後のF1となっている。またカーナンバー「10」の使用権も失っており、2022年現在ではピエール・ガスリーが「10」を使用している。

## フェラーリGT
小林は2014年にトップチームへ移籍するため、2013年は「しっかりと戦えるチーム」のシート獲得を目指して交渉を行った。候補はロータスかフォース・インディアと考えられた。11月23日にはファンからの「資金協力をしたい」という声に応える形で、支援金を募る「KAMUI SUPPORT」を公式サイトに開設。12月18日までに1億8400万相当が集まり、日本企業のスポンサーを含めて800万ユーロ（約8.8億円）強の資金を確保した。
しかし、12月18日にロータスがグロージャン残留を発表すると、小林は「戦えるチームへの移籍が不可能になった」として、支援金の受付終了を発表した。2013年についてはF1以外のカテゴリは考えていないと述べ、支援金は2014年のシート獲得活動に充てるとした。

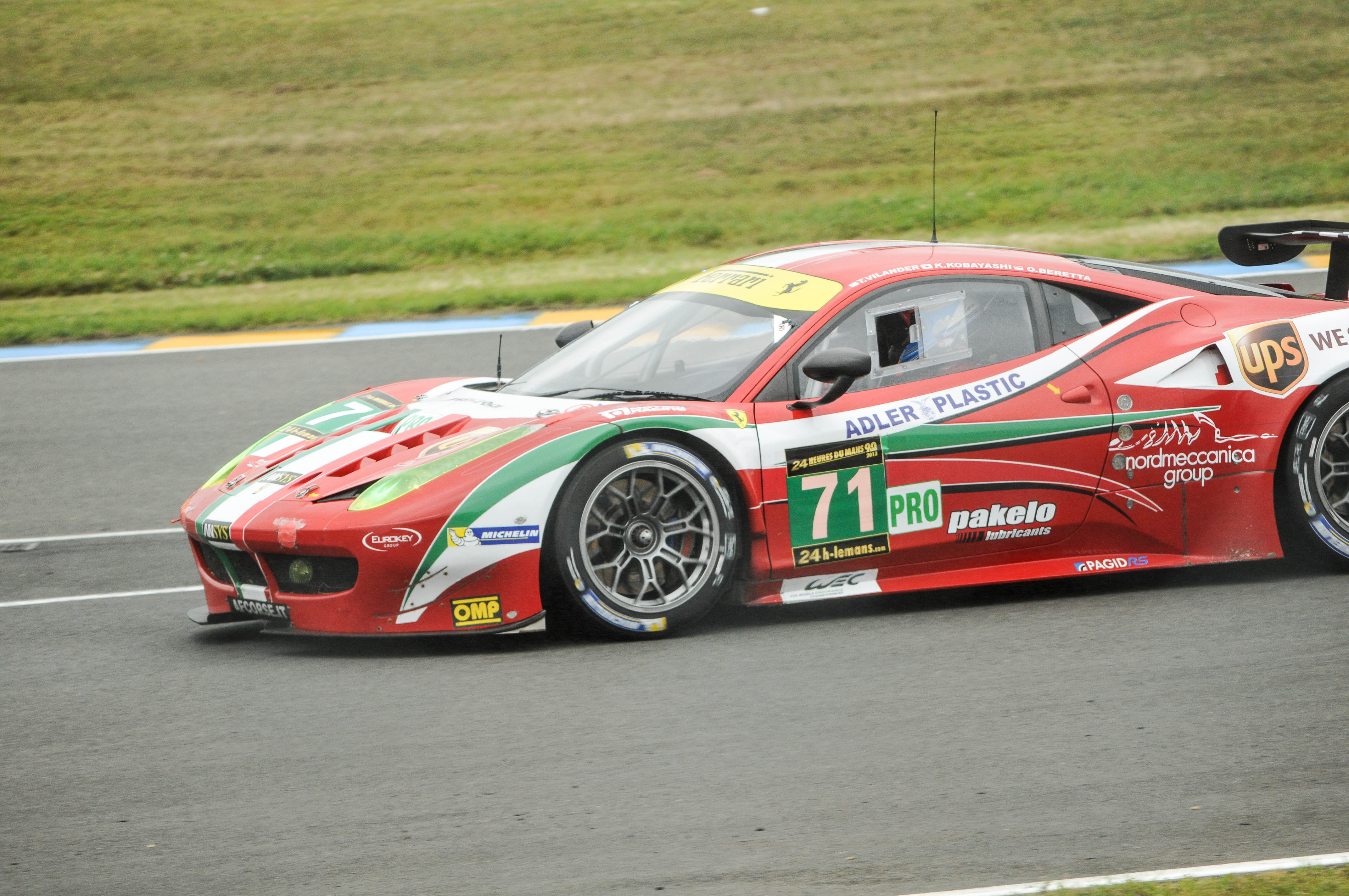
ル・マンでドライブしたフェラーリ458GTC71号車

最終的に2013年はF1から離れて、アジア人として初めてスクーデリア・フェラーリとドライバー契約(3月11日契約発表)を結び、GTレースにおいてフェラーリのセミワークス的存在であるイタリアのAFコルセチームより、FIA 世界耐久選手権 (WEC) に参戦することになった。チームメイトは、ジャンカルロ・フィジケラ、ジャンマリア・ブルーニ、トニ・バイランダー。
WECではバイランダー（最終戦はフィジケラ）とコンビを組み、フェラーリ・458イタリアGTCの71号車でLMGTE-Proクラスに参戦。開幕戦シルバーストン2位と好調に滑り出したが、マシンの性能調整 (BoP) に苦戦する。初挑戦のル・マン24時間レースでは総合21位（クラス5位）。地元富士は悪天候により打ち切り（クラス5位）。最終的にドライバーズランキングはクラス7位だったが、フェラーリのGTマニュファクチャラーズタイトル連覇に貢献した。

## SUPER GT/スーパーフォーミュラ
F1の2014年シーズンが終了後、所属していたケータハムは翌年の参戦が不透明に。そんな中キャリア初期を支えたトヨタからスーパーフォーミュラ岡山テストへの参加オファーを受ける。テストにはチームルマンから参加。そして迎えた2015年、トヨタのモータースポーツ体制発表会にてスーパーフォーミュラへのフル参戦が発表された。実に12年振りの日本国内でのレースとなる。2戦目にして優勝争いに加わり多くの表彰台を獲得する善戦を見せるものの、先んじて参戦していた石浦宏明や中嶋一貴に阻まれPP・優勝は一度も獲得できなかった。
2016年も同チームから参戦するが、モノコックに微細なダメージが入っていたこともあり、入賞わずか1回に終わった。
2017年はチームルマンからKCMGに移籍した。また8月に開催された鈴鹿1000キロでは、TEAM WedsSport BANDOHから初めてSUPER GTに参戦した。KCMGのチーム力と裏腹に優勝に絡む活躍を見せたが、結局PP・優勝ともにならなかった。特にもてぎではトップを快走しながら、ピットの右前タイヤ交換作業で20秒近くを失うミスにより勝利を逃すという、象徴的なレースとなった。
2018年はスーパーフォーミュラに加えてTEAM SARDよりSUPER GTのGT500クラスにもフル参戦。チームメイトは元F1ドライバーのヘイキ・コバライネン。第4戦チャン・インターナショナルサーキットで優勝。これが国内メジャーレースにおける初の（そして現状唯一の）優勝となった。
2019年〜2020年はスーパーフォーミュラに参戦。何度か2位表彰台に上るも、初優勝はお預けとなった。またSUPER GT×DTMの特別交流戦富士スピードウェイ戦では、GT500のメーカーに所属する日本人ながら、唯一DTM陣営としてBMWから参戦するという離れ業をやってのけている。レース1では決勝14位、レース2では5位であった。
2021年はCOVID-19の影響もあり、スーパーフォーミュラに1戦のみの参戦となった。

## プロトタイプスポーツカー

### WEC/ル・マン

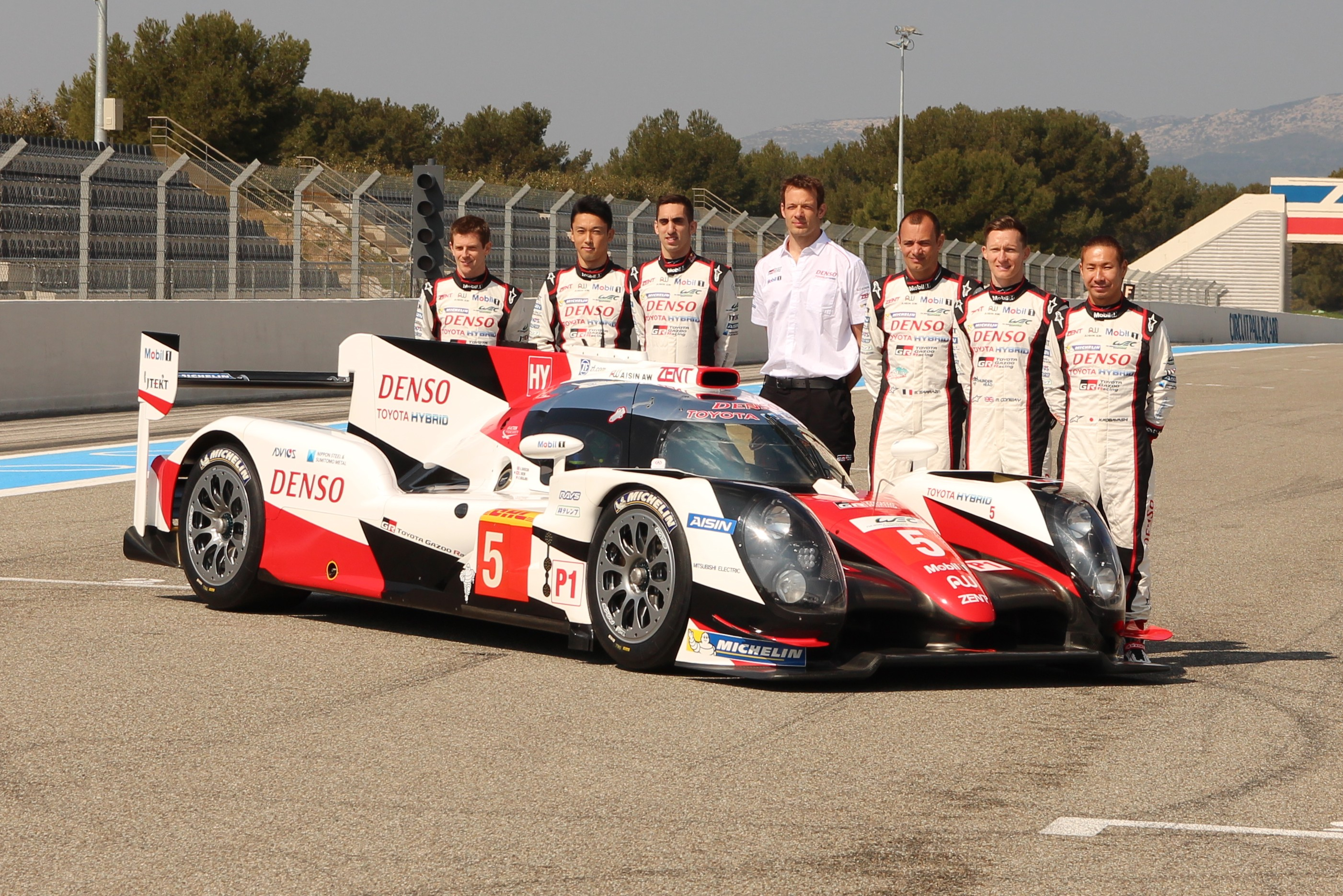
WECトヨタチーム - (右)小林（2016年3月）

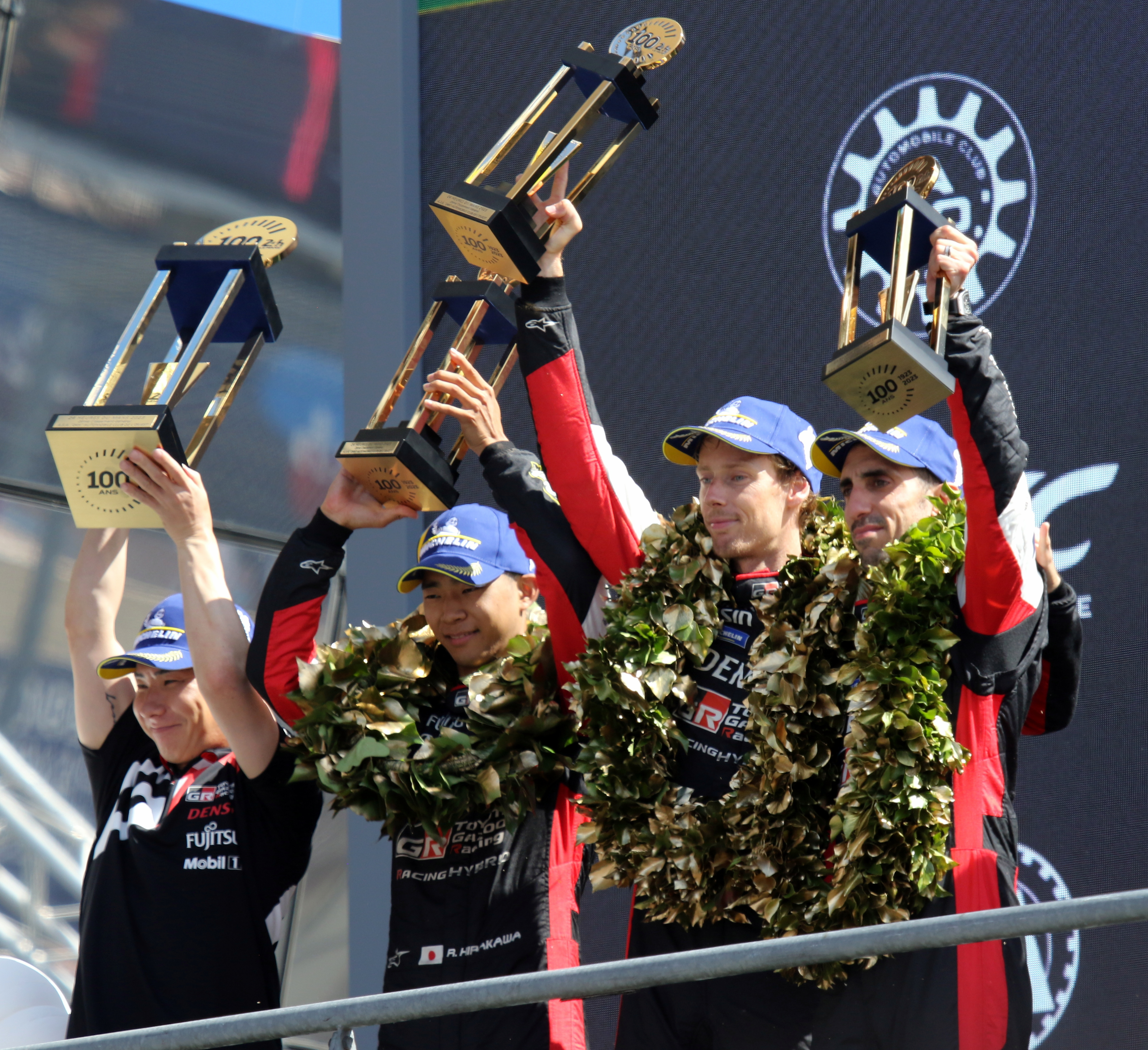
WECチーム代表として表彰台に立つ（左端）小林（2023年ル・マン24時間）

2015年に国内レースでのトヨタ復帰とともに、FIA 世界耐久選手権（WEC）のトヨタのワークスチームのリザーブドライバーに就任した。
そして2016年はスーパーフォーミュラに加え、TOYOTA GAZOO Racingに改称したWECチームへのレギュラー参戦が発表され、トヨタ・TS050 HYBRIDの6号車を駆ることとなった。チームメイトはマイク・コンウェイとステファン・サラザン。ル・マン24時間の決勝では2台のTS050がペースを掴み、小林は終盤に3位を走行しポルシェ2号車を脅かしていたが、スピンを喫して勝負権を失った。このスピンがなければ、「残り3分の悲劇」にもかかわらずトヨタが総合優勝を掴んでいた可能性があった。一方でWEC富士ではアウディとのデッドヒートを制して、同シーズントヨタ唯一の優勝に貢献した。シーズンを通しては結果的には善戦し、アウディを上回る総合2位の成績を収めた。
2017年は7号車に搭乗。ル・マンの予選ではコースレコードを更新した。しかし決勝ではピット出口に応援に来たアマチュアドライバーをマーシャルと勘違いして発進し結果的にクラッチを壊し、「偽マーシャル事件」の被害者になり、リタイアした。WECのシーズンはサラザンに代わる新チームメイトでルーキーのホセ・マリア・ロペスのミスも重なって成績は芳しくなく、総合成績では8号車に譲った。
2018年も7号車から参戦。ル・マンでは1度は2分の差をつけた8号車に逆転を許し、自身も黄旗の速度違反やピットインを忘れてガス欠の危機に陥るというミスを犯したものの、完走して日本車×日本人初のル・マン1-2フィニッシュに貢献した。
2019年ル・マンはトップを快走するが、残り1時間というところで、内圧センサーがパンクを示したタイヤとは別のタイヤの異常を示すというトラブルに見舞われ、大逆転で8号車に優勝を譲ってしまった。またWECのタイトルも同時に明け渡した。
2020年ル・マンはポールポジションを獲得するが、折り返し地点でターボ系トラブルが発生して長時間のピットインを余儀なくされ、三たび8号車に敗北を喫した。しかしシリーズでは速さを示し、初のチャンピオンを獲得した。
2021年は引き続き7号車に搭乗。ル・マンではポールポジションを獲得。決勝では7・8号車に燃料系のトラブルが発生したが、チーム一丸となって解決策を見つけ出し、7号車はペースをキープした結果、遂に悲願のル・マン制覇となり、そのままシリーズも連覇した。同年12月24日、 東京運動記者クラブのモータースポーツ分科会から、2021年の最優秀選手賞に選出された。
2022年よりWECトヨタチーム代表を兼任する。

### IMSA/デイトナ
2019年にキャデラックのセミワークスであるウェイン・テイラー・レーシングより、デイトナ24時間レースにとしてスポット参戦。チームメイトはジョーダン・テイラー、レンガー・ヴァン・デル・ザンデ、フェルナンド・アロンソ。小林は夜間の4スティントを走行し、トップを死守。2度の赤旗と雨天による早期終了もあったが、1992年以来の日本人優勝を果たした。
2020年も同チームより参戦。チームメイトはヴァン・デル・ザンデに加えてライアン・ブリスコーとスコット・ディクソンが搭乗。小林は最終スティントを担当し、後続を引き離してトップチェッカーを受け、日本人初となる連覇を達成した。
2021年はアクション・エクスプレスとNASCARの強豪ヘンドリック・モータースポーツのジョイントチームであるアリー・キャデラック・レーシングより、NAEC（ノース・アメリカン・エンデュランス・カップ）の4戦に参戦。近く導入されるLMDh規定の絡み（トヨタにIMSA参戦の余地ができたため）により、おそらく最後の他ワークスからの参戦と位置づけて挑んだが、優勝は果たせなかった（最高順位はデイトナの2位）。
2025年キャデラック・ウェイン・テイラー・レーシングからデイトナ24時間に参戦、40号車をドライブする。レース中華麗なオーバーテイクを魅せるがチームメイトのルイ・デレトラズがアクシデントの原因となってしまい、リタイアに終わった。

## フォーミュラE
2017年11月15日、フォーミュラEにMS&ADアンドレッティ・フォーミュラEからスポット参戦することが発表された。小林は開幕ダブルヘッダーとなる第1戦、第2戦香港ePrixにトム・ブロムクビストに代わって27号車のステアリングを握る。同年10月に行われたフォーミュラEの公式テストに参加しなかったため、いきなりの実戦となった。スポット参戦には、チームのメインスポンサーである国内保険大手のMS&ADだけでなく、日本人ドライバーを欲していたシリーズ側の意向によると分析されている。日本人ドライバーのフォーミュラEへの参戦は佐藤琢磨（2014-15年シーズン第1戦）と山本左近（2014-15年シーズン第10、11戦）に続いて3人目となる。
かねてより小林はフォーミュラEへの参戦に興味があることが伝えられていた。ただ、2014年に行われた自身のYouTubeチャンネル「KAMUI TV」の公開収録イベントで、レーススピードが物足りなかったりレギュレーションが自身の思い描くレース像と異なっていたりすることから、シートの話はあるものの参戦は控えていると語っていた。また、2017年9月に「フォーミュラEには興味があります。いくつかのチームと話はしていますが、すぐには乗れないでしょう」とも語っていた。
2017年12月2日、フォーミュラ第4シーズンが開幕し、開幕戦である香港ePrixに小林はスポット参戦した。
第1戦、シミュレーターとフィルミングデーで50km/hでしか走らせたことのなかったフォーミュラEの車をうまく乗りこなせず、フリー走行1回目は19位、2回目は14位、予選は13位だった。決勝では無線トラブルもあり、ファンブーストで最多投票数（29%）を獲得したものの使用することなく15位で終えた。第2戦は回生ブレーキのトラブルに苦しみ、予選16位、決勝17位に終わった。

## 評価
日本企業の支援を受けてF1に昇格したという点では、F1ブーム期以降の日本人ドライバーの系譜に連なる。しかし、トヨタのF1撤退で後ろ盾を失いながらデビュー2戦のパフォーマンスを評価され、2010年のレギュラーシートを確保するに至った。起用を決めたザウバーチーム代表のペーター・ザウバーは「彼は資金を持ち込まずにF1チームに加わった最初の日本人ドライバーだ」「彼はドライブ能力のおかげでF1にいる」と評価した。
しかし結局後に2013年の参戦にあたりチームは不明だが彼は10億円の資金持ち込みを要求された。
F1ジャーナリストの今宮純は「小林はマクラーレンの候補リストに日本人として初めて名を連ねていた」と話している。元F1ドライバーの片山右京は「僕らの夢が動き出そうとしている」とコメントを残した。
マシンの空力的性質上オーバーテイクが難しいといわれるF1において、積極的に追い抜きを仕掛ける姿勢は評価されている。2011年シーズンのオーバーテイク回数は99回で、これはミハエル・シューマッハ(116回)、セバスチャン・ブエミ(114回)についで3番目に多い。一方で、接触する場面もあることから海外を中心に「危険な走り」であると指摘を受けている。本人も接触の多さやアグレッシブ過ぎる部分については認めつつも、他車を巻き込んでのリタイヤは無いので危険ではない。安全だと主張している。
タイヤマネジメントに定評があり、タイヤ交換回数を減らしたり、他のドライバーと異なるタイヤを選択することで順位を大きく上げるレースが多い。一方で他カテゴリはともかくF1での予選の速さではチームメイトに劣ることも多く、ペドロ・デ・ラ・ロサのシーズン途中での交代理由も、ザウバーが可夢偉の一発の速さを疑問視したからであった。
- F1デビュー戦の2009年ブラジルGPでは、後方から迫るバトンに対して蛇行で牽制するようなブロックをみせた（通常は一つのコーナーに対してワンアプローチしか認められない）。チャンピオン争いをしていたバトンは可夢偉の走行に過剰に反応し、無線で自分のチームに抗議するよう求めたが「ルーキードライバーの（少々過剰な）行為」にクールになるように窘められている。また、ピットアウト直後に中嶋一貴をブロックして接触し、中嶋はクラッシュした。レース後には全世界のファンの投票で選ばれる「マン・オブ・ザ・レース」に選出された。
- 2009年アブダビGPでは再びバトンとバトルを展開し、デビュー2戦連続で「マン・オブ・ザ・レース」に選出。バトンを追い抜いたシーンが同サイトの「ベストオーバーテイク」のファン投票で1位を獲得した。
- 2010年日本GPではヘアピンへのブレーキングで5度のオーバーテイクを成功させ、ライバルや海外メディアに賞賛され、F1公式サイトのコメンタリでは「overtaking king Kobayashi」と絶賛された。レース後、イギリスのテレビ局BBCは小林に対して独占インタビューを行い、コメンテイターのエディ・ジョーダン、マーティン・ブランドルより絶賛を受けた。デビッド・クルサードはコラムにおいて「日曜に彼が見せたオーバーテイクは驚異的だった。アグレッシブでありながらコントロールされており、非常に素晴らしかった」と述べた[44]。また鈴鹿サーキットでは、2011年の日本GPにおいてヘアピンの観客席を増設し「小林可夢偉応援席」として販売したが[45]、通常発売期間を待たずして先行予約期間ですぐに完売してしまった[46]。
- この2010年日本GPでのオーバーテイク時に ハイメ・アルグエルスアリと接触し、左サイドポンツーンのエアロパーツを破損して無くすことになるが、その後自身のベストラップを刻み、テレビ解説をしていた片山右京に「彼は破損したマシンの方が速いんですね」と苦笑いをされてしまう。[47]
- 2010年、同じF1ルーキーのヴィタリー・ペトロフやニコ・ヒュルケンベルグ、GP2のジュール・ビアンキやサム・バード、世界ラリー選手権（WRC）に転向したキミ・ライコネンらを抑えて、「AUTOSPORT Awards」のルーキー・オブ・ザ・イヤーを受賞した[48]。

## エピソード
名前・ニックネーム
可夢偉（かむい）という名前はアイヌの民族信仰で神とされる「カムイ」と、「偉大な夢を可能にする」という言葉の漢字3文字に掛けて命名された。
2012年のF1日本GP翌日に催されたファンミーティングでは「自身の名前が漫画『カムイ伝』から採られた」「漢字は全くの当て字」と語った。小林の兄に「北斗」と命名したところ、後に『北斗の拳』がブームになり、「マンガのタイトルからとれば将来いけるんちゃうん?」という父の考えから、カムイ伝から名前をもらった。
海外メディアではカウボーイと小林を組み合わせてCowboyashi （カウボーヤシ）というニックネームを付けられている。
家族・出身地
実家は寿司屋を経営している。16歳からは家業の手伝いで寿司を握っていたことから、メディアでは「可夢偉はシートを失ったら実家の板前に転職する」とジョークを言われた。2009年のトヨタF1撤退決定の直後は「レースが続けられないなら寿司屋の修行をする」と語り、2010年の参戦決定後も「ザウバーと契約していなかったら今頃寿司を握っていたでしょう」と冗談を言った。実際のところ本人はエビやカニのアレルギー持ちで「触ることすらできない」ため、板前には「なりたくてもなれない」という。ザウバー在籍時、公式HPのプロフィールには「好物は和食、ただし生魚を除く」と記載されていた。
父親は芸術大学を卒業して寿司屋の板前をやっており、職業は「自称陸サーファー」。小林曰く「変な人」。また、株式会社「Dream win」の命名者である。
実家に近い三和本通商店街が、2011年3月より小林の応援旗や垂れ幕を掲げるとともに「カムイロード」の愛称を付け応援するようになった。2012年日本GPでは地元商店街が中心となって、バス11台、総勢520人の大応援団を結成し、2コーナースタンド可夢偉応援席（C席）最上段から応援した。3位初表彰台を獲得した小林は、特製の赤い応援旗の波と大歓声で迎えられた。
少年期・修行時代
子供の頃は最初からレーサーを志していたわけではなく、当初の夢はお笑い芸人になることだった。地元尼崎市出身のお笑いコンビ・ダウンタウンを尊敬しており、2009年にフジテレビ系『すぽると!』に出演した際、自らの夢を「テレビで浜田さんと共演する」と発言し、後日その浜田が司会を務めるフジテレビ系『ジャンクSPORTS』で実現した。
少年時代に参戦したカート競技で父親自らが小林の車両のメカニックとして携わっていたが、実は両親はレースに全く関心がなかったという。また、自身で乗用車を2度ほど購入していたが、その両方の車を父親に売却された。
1998年に放送されたTBSの30時間特別番組『テレビのちから』のコーナー「スーパーキッズ21世紀夢チャレンジ」にて、当時小学6年生だった小林は「天才カート少年」として紹介され、定岡正二や元F1ドライバー鈴木亜久里とカート対決を行った。亜久里とのレースでは勝利しながらもレース後目に涙を浮かべ、「悔しかった。遊ばれとった」と発言した。F1ドライバーになって以降も「この悔しかった心境を鮮明に覚えている」と発言している。
17歳の頃に、尼崎市の広報誌のインタビューを受けた際、免許を取得した後に乗りたい車はという問いに対して「速く走る必要も無いのでどんな車でも良いが、強いて言えば、いつも窮屈な車にばかり乗っているので、乗っていて楽な車が良い」と語っていた。
TDP監督として小林や中嶋一貴を指導した関谷正徳は、「可夢偉はやんちゃで、一貴は優等生タイプ」と評している。小林はヨーロッパに渡る直前、TDP関係者の知り合いの寺に送られ、2泊3日で修行させられた（「車に乗せられて空港に行くのかと思ったのに、着いたら寺だった」）。寺の後は横田基地に連れて行かれ、英語習得のためアメリカ人家庭でホームステイした。
プライベート
2010年の日本GP後にスポーツ紙や週刊誌においてタレントのあびる優との交際が報道された。この件について、あびるの所属事務所であるホリプロは「仲の良い友達の一人です」とコメントしていた。翌年の1月29日に小林との交際が順調であるかという質問を受けたあびるは「はい。（結婚は）するなら若いうちにしておきたい」と答えた。2011年シーズンは度々サーキットへ応援に訪れており、海外のF1メディアにはすでに「あびる優は小林のガールフレンド」と認知されていた。
吉本大樹は親友であり「ずっと昔から、酒の飲み方から何から何まで本当に御世話になった」という間柄。F1日本GP（小林）やWTCC鈴鹿（吉本）では互いの応援団長を買って出ている。
カート時代からの友人で2017年にはSUPER GTで共に戦った関口雄飛や、同じくF1ドライバーであった山本左近とも仲が良い
セバスチャン・ベッテルとはF3時代にチームメイトだったこともあり仲が良い。2012年日本GPの表彰台インタビューでは、優勝したベッテルのことを「べっちゃん」と呼んだ。また、GP2で共に戦ったヴィタリー・ペトロフとも仲が良い。
写真週刊誌に載ったことにより喫煙者であることが知られるようになった。
フェルナンド・アロンソとは3社に渡って同一メーカー陣営として共に所属した。
2022年に世界三大レースを制覇した3人（モナコグランプリ-セルジオ・ペレス、インディ500-マーカス・エリクソン、ル・マン24時間-平川亮）はいずれもトップフォーミュラで小林とチームメイトの経験がある。
メディア出演
初めて出演したラジオ番組は、2010年8月17日にUstreamで放送されたインターネットラジオ『タイムマシン部』であった。収録内容はUstreamにアーカイブされており視聴可能 。
フジテレビ『すぽると!』に出演した際、ベッテルのようにマシンに名前を付けるとしたら?と尋ねられると、隣に座っていた本田朋子アナウンサーの名前を取って「朋子」と答えた。
2012年9月にはバラエティの『世界の果てまでイッテQ!』特番に出演し、お笑いタレントの宮川大輔とともにタイの木の車祭りに参加した。
2016年4月からは、フジテレビ・関西テレビのスーパーフォーミュラ情報番組『超速GO音』で、中嶋大祐と共にパーソナリティを務める。
2016年6月3日(関西地区)に放送された『探偵!ナイトスクープ』で、依頼者の主婦とカートレースを行った。
2016年12月に発売されたトヨタ・C-HRの宣伝動画に、ケイ・コッツォリーノとともに登場した。
その他
グッドスマイルカンパニーが2010年8月よりパーソナルスポンサーとなっており、「ねんどろいど」と「figma」で小林をフィギュア化し、それぞれ2012年3月に発売した。ねんどろいど版はチャリティー企画「Cheerful JAPAN!」において“がんばれ日本Ver.”も作成・販売された。小林は2011年にグッドスマイルレーシングのスペシャルサポーターとなった。
ザウバーのスポンサーのひとつであるマッドクロックは、2011年より販売開始した日本におけるイメージキャラクターとして、小林とプロボクサーの粉川拓也を起用した。
2011年11月には、ヘルメットのデザインをリンキン・パークのジョー・ハーンに手掛けてもらった。
スーパーフォーミュラの「オーバーテイクボタン」（OTS）については、先行車が後続車の使用を確認できてしまうので無意味、という見地から批判的な立場を取っている。

## レース戦績

### 主な戦績

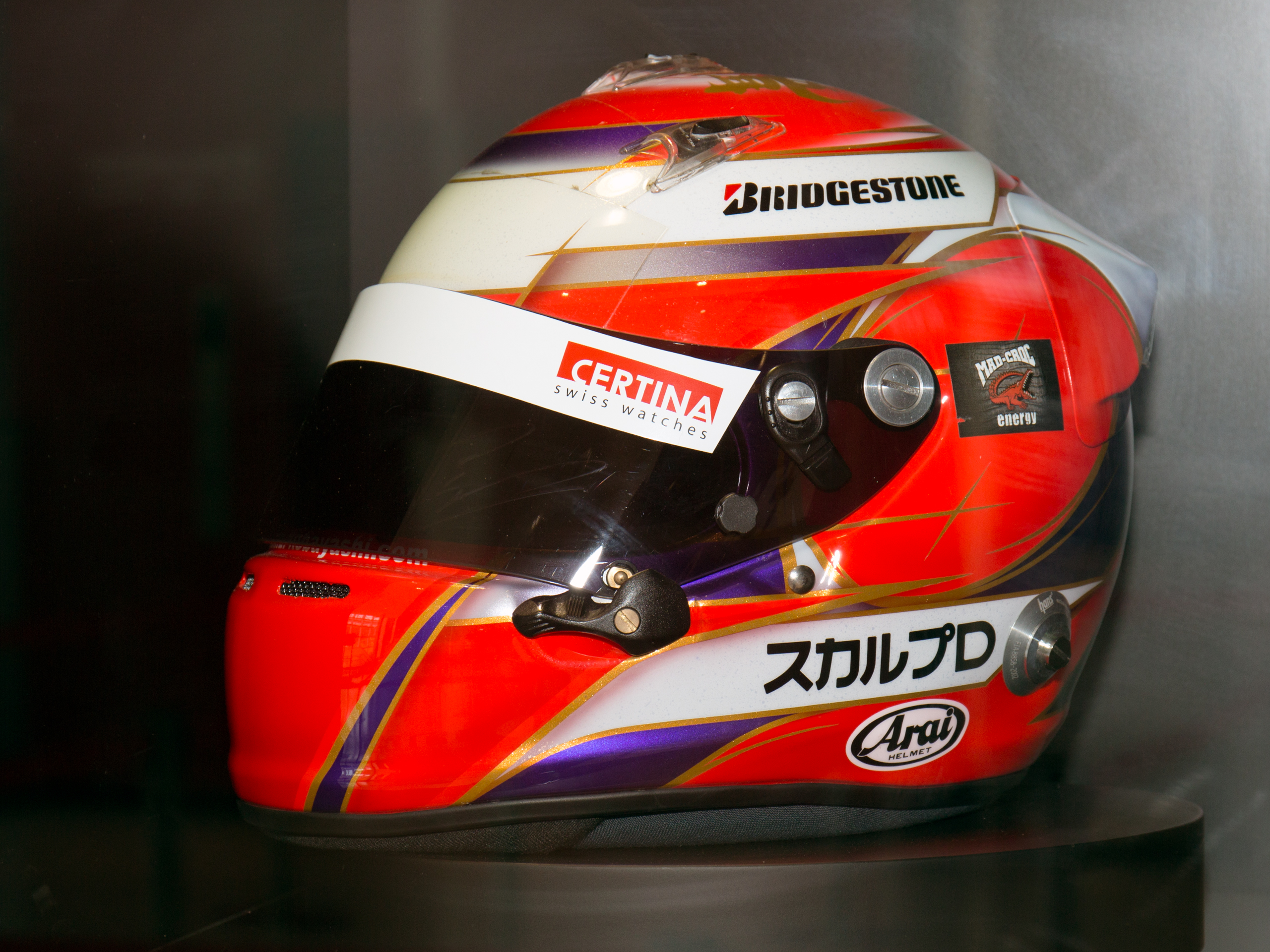
2010年のヘルメット
（鈴鹿サーキット・レーシングシアター蔵）

- 1996年 - SL宝塚シリーズカデットクラス（3位）
- 1997年 - TOYOTA SL全国大会カデットクラス（優勝）
- 1998年 - JAFCUP西地域シリーズカデットクラス（優勝）
- 1999年
  - 全日本ジュニアカート選手権（ランキング5位）
  - TOYOTA SL全国大会SストックDクラス（優勝）
- 2000年
  - 全日本ジュニアカート選手権（シリーズチャンピオン・優勝3回）
  - 鈴鹿カート選手権RSOクラス（シリーズチャンピオン）
- 2001年
  - 全日本カート選手権ICAクラス（シリーズチャンピオン・優勝3回）
  - アジアパシフィック選手権ICAクラス（2位）
  - フォーミュラ・トヨタ・レーシング・スクール（FTRS）受講・スカラシップ獲得
- 2002年
  - ヨーロッパカート選手権FAクラス（ランキング14位）
  - エッソ・フォーミュラ・トヨタシリーズ<Rd.10にスポット参戦>（決勝DNF）
- 2003年
  - エッソ・フォーミュラ・トヨタシリーズ（#7 ウルトラフロースカラシップFT/FT30）（ランキング2位・優勝2回）
  - マカオGPフォーミュラ・ルノー参戦
- 2004年
  - フォーミュラ・ルノー2.0イタリアシリーズ（ランキング7位・優勝2回）
  - マカオGPフォーミュラ・ルノー参戦（18位）
- 2005年
  - フォーミュラ・ルノー2.0イタリアシリーズ（シリーズチャンピオン・優勝6回）
  - フォーミュラ・ルノー2.0ユーロシリーズ（シリーズチャンピオン・優勝6回）
- 2006年
  - F3ユーロシリーズ（ASM Formula3 #17 Dallara F305 Mercedes）（ランキング8位・最高位2位・Rookie Cup2006を獲得）
  - F3Ultimate Masters（ASM Formula3 #17 Dallara F305 Mercedes）（決勝11位）
  - F3マカオGP（ASM Formula3 #6 Dallara Mercedes-HWA）（予選PP・決勝19位）
- 2007年
  - F3ユーロシリーズ（ASM Formula3 #2 Dallara F305 Mercedes）（ランキング4位・優勝1回）
  - F3マカオGP（ASM Formula3 #9 Dallara Mercedes-HWA）（予選7位・決勝13位）
- 2008年
  - GP2アジアシリーズ（DAMS #10）（ランキング6位・優勝2回）
  - GP2メインシリーズ（DAMS #10）（ランキング16位・優勝1回）
- 2009年
  - GP2アジアシリーズ（DAMS #8）（シリーズチャンピオン・優勝2回）
  - GP2メインシリーズ（DAMS #17）（ランキング16位・最高位3位）
  - F1世界選手権<Rd.16,17に参戦>（Panasonic Toyota Racing #10）（ランキング18位・入賞1回）
- 2010年 - F1世界選手権（BMW Sauber Ferrari #23）（ランキング12位・入賞8回）
- 2011年 - F1世界選手権（Sauber Ferrari #16）（ランキング12位・入賞9回）
- 2012年 - F1世界選手権（Sauber Ferrari #14）（ランキング12位・入賞9回）
- 2013年 - FIA世界耐久選手権・LMGTE-PROクラス（AFコルセ #71／フェラーリ458 GTE）（シリーズ7位）
- 2014年 - F1世界選手権（Caterham Renault #10）（ランキング22位・入賞0回）
- 2015年 - 全日本選手権スーパーフォーミュラ（KYGNUS SUNOCO Team LeMans #8／ダラーラ・SF14）（シリーズ6位）
- 2016年
  - FIA世界耐久選手権・LMP1クラス（TOYOTA GAZOO RACING #6／TOYOTA TS050 HYBRID）（シリーズ3位・1勝）
  - 全日本スーパーフォーミュラ選手権（SUNOCO Team LeMans #8／ダラーラ・SF14）（シリーズ17位）
- 2017年
  - FIA世界耐久選手権・LMP1クラス（TOYOTA GAZOO RACING #7／TOYOTA TS050 HYBRID）（シリーズ5位）
  - 全日本スーパーフォーミュラ選手権（KCMG #18／ダラーラ・SF14）（シリーズ7位）
  - SUPER GT・GT500クラス＜Rd.6スポット参戦＞（LEXUS TEAM WedsSport BANDOH #19 WedsSport ADVAN LC500／RI4AG）（シリーズ17位）
  - FIA フォーミュラE選手権＜Rd.1,Rd.2スポット参戦＞（MS&AD ANDRETTI FORMULA E #27／ANDRETTI ATEC-03）（シリーズ24位）
- 2018年
  - SUPER GT・GT500クラス（LEXUS TEAM SARD #39 DENSO COBELCO SARD LC500／トヨタ・RI4AG）（シリーズ13位・1勝）
  - 全日本スーパーフォーミュラ選手権（carozzeria Team KCMG #18／ダラーラ・SF14）（シリーズ10位）
  - ル・マン24時間レース（TOYOTA GAZOO RACING #7／TOYOTA TS050 HYBRID）
- 2018-19年 - FIA世界耐久選手権・LMP1クラス（TOYOTA GAZOO RACING #7／TOYOTA TS050 HYBRID）（シリーズ2位・2勝）
- 2019年
  - ロレックス・デイトナ24時間レース（Konica Minolta Cadilac #10／Cadilac DPi-V.R）
  - ル・マン24時間レース（TOYOTA GAZOO RACING #7／TOYOTA TS050 HYBRID）
  - 全日本スーパーフォーミュラ選手権（carozzeria Team KCMG #18／ダラーラ・SF19）（シリーズ6位）
- 2019-20年 - FIA 世界耐久選手権・LMP1クラス（TOYOTA GAZOO RACING #7／TOYOTA TS050 HYBRID）（シリーズ2位・2勝）
- 2020年
  - ロレックス・デイトナ24時間レース（Konica Minolta Cadilac #10／Cadilac DPi-V.R）
  - ル・マン24時間レース（TOYOTA GAZOO RACING #7／TOYOTA TS050 HYBRID）
  - 全日本スーパーフォーミュラ選手権（carozzeria Team KCMG #7／ダラーラ・SF19）（シリーズ16位）
- 2019-20年 - FIA 世界耐久選手権・LMP1クラス（TOYOTA GAZOO RACING #7／TOYOTA TS050 HYBRID）（シリーズ1位・4勝）

### 略歴
| 年      | シリーズ                                   | チーム                                       | レース           | 勝利             | PP               | FL               | 表彰台           | ポイント         | 順位             |
| ------- | ------------------------------------------ | -------------------------------------------- | ---------------- | ---------------- | ---------------- | ---------------- | ---------------- | ---------------- | ---------------- |
| 2003    | フォーミュラ・トヨタ                       | N/A                                          | 10               | 2                | 4                | ?                | ?                | 120              | 2位              |
| 2004    | フォーミュラ・ルノー2000 イタリア          | プレマ・パワーチーム                         | 17               | 2                | 3                | 1                | 3                | 134              | 7位              |
| 2004    | フォーミュラ・ルノー2000 ドイツ            | プレマ・パワーチーム                         | 2                | 0                | 0                | 0                | 0                | 16               | 31位             |
| 2004    | フォーミュラ・ルノー2000 オランダ          | プレマ・パワーチーム                         | ?                | ?                | ?                | ?                | ?                | 32               | 15位             |
| 2004    | アジアン・フォーミュラ・ルノー・チャレンジ | アジア・レーシング・チーム                   | 1                | 0                | 0                | ?                | 0                | 16               | 31位             |
| 2005    | ユーロカップ・フォーミュラ・ルノー2.0      | プレマ・パワーチーム                         | 16               | 6                | 4                | 4                | 8                | 157              | 1位              |
| 2005    | フォーミュラ・ルノー2.0 イタリア           | プレマ・パワーチーム                         | 15               | 6                | 9                | 8                | 11               | 312              | 1位              |
| 2006    | フォーミュラ3・ユーロシリーズ              | ASM・フォーミュラ3                           | 19               | 0                | 0                | 1                | 3                | 34               | 8位              |
| 2006    | マカオグランプリ                           | ASM・フォーミュラ3                           | 1                | 0                | 1                | 0                | 0                | N/A              | 19位             |
| 2006    | マスターズ・オブ・フォーミュラ3            | ASM・フォーミュラ3                           | 1                | 0                | 0                | 0                | 0                | N/A              | 11位             |
| 2007    | フォーミュラ3・ユーロシリーズ              | ASM・フォーミュラ3                           | 20               | 1                | 1                | 0                | 7                | 59               | 4位              |
| 2007    | マカオグランプリ                           | ASM・フォーミュラ3                           | 1                | 0                | 0                | 0                | 0                | N/A              | 13位             |
| 2007    | マスターズ・オブ・フォーミュラ3            | ASM・フォーミュラ3                           | 1                | 0                | 0                | 0                | 0                | N/A              | NC               |
| 2007    | フォーミュラ1                              | トヨタ・レーシング                           | テストドライバー | テストドライバー | テストドライバー | テストドライバー | テストドライバー | テストドライバー | テストドライバー |
| 2008    | GP2アジアシリーズ                          | DAMS                                         | 10               | 2                | 0                | 0                | 3                | 22               | 6位              |
| 2008    | GP2シリーズ                                | DAMS                                         | 20               | 1                | 0                | 2                | 1                | 10               | 16位             |
| 2008    | フォーミュラ1                              | トヨタ・レーシング                           | テストドライバー | テストドライバー | テストドライバー | テストドライバー | テストドライバー | テストドライバー | テストドライバー |
| 2008-09 | GP2アジアシリーズ                          | DAMS                                         | 11               | 2                | 2                | 3                | 4                | 56               | 1位              |
| 2009    | GP2シリーズ                                | DAMS                                         | 20               | 0                | 0                | 0                | 1                | 13               | 16位             |
| 2009    | フォーミュラ1                              | パナソニック・トヨタ・レーシング             | 2                | 0                | 0                | 0                | 0                | 3                | 18位             |
| 2010    | フォーミュラ1                              | BMWザウバーF1チーム                          | 19               | 0                | 0                | 0                | 0                | 32               | 12位             |
| 2011    | フォーミュラ1                              | ザウバーF1チーム                             | 19               | 0                | 0                | 0                | 0                | 30               | 12位             |
| 2012    | フォーミュラ1                              | ザウバーF1チーム                             | 20               | 0                | 0                | 1                | 1                | 60               | 12位             |
| 2013    | FIA 世界耐久選手権 - LMGTE Pro             | AFコルセ                                     | 8                | 0                | 0                | 1                | 4                | 98               | 7位              |
| 2013    | ル・マン24時間レース - LMGTE Pro           | AFコルセ                                     | 1                | 0                | 0                | 0                | 0                | N/A              | 5位              |
| 2014    | フォーミュラ1                              | ケータハムF1チーム                           | 16               | 0                | 0                | 0                | 0                | 0                | 22位             |
| 2015    | スーパーフォーミュラ                       | キグナス・スノコ・チーム・ルマン             | 8                | 0                | 0                | 0                | 3                | 20               | 5位              |
| 2016    | FIA 世界耐久選手権                         | トヨタ・ガズー・レーシング                   | 9                | 1                | 0                | 0                | 6                | 145              | 3位              |
| 2016    | ル・マン24時間レース                       | トヨタ・ガズー・レーシング                   | 1                | 0                | 0                | 0                | 1                | N/A              | 2位              |
| 2016    | スーパーフォーミュラ                       | スノコ・チーム・ルマン                       | 9                | 0                | 0                | 2                | 0                | 1                | 17位             |
| 2017    | FIA 世界耐久選手権                         | トヨタ・ガズー・レーシング                   | 9                | 0                | 4                | 0                | 3                | 103.5            | 5位              |
| 2017    | ル・マン24時間レース                       | トヨタ・ガズー・レーシング                   | 1                | 0                | 1                | 0                | 0                | N/A              | DNF              |
| 2017    | スーパーフォーミュラ                       | KCMG                                         | 7                | 0                | 0                | 1                | 1                | 16.5             | 7位              |
| 2017    | ブランパンGTシリーズ・耐久カップ           | グッドスマイルレーシング＆TeamUKYO           | 1                | 0                | 0                | 0                | 0                | 0                | DNF              |
| 2017    | インターコンチネンタルGTチャレンジ         | グッドスマイルレーシング＆TeamUKYO           | 1                | 0                | 0                | 0                | 0                | 0                | DNF              |
| 2017    | SUPER GT                                   | レクサス・チーム・ウェッズスポーツ・バンドウ | 1                | 0                | 0                | 0                | 0                | 10               | 17位             |
| 2017-18 | フォーミュラE                              | MS&AD・アンドレッティ・フォーミュラE         | 2                | 0                | 0                | 0                | 0                | 0                | 24位             |
| 2018    | SUPER GT                                   | レクサス・チーム・サード                     | 7                | 1                | 0                | 0                | 1                | 27               | 13位             |
| 2018    | スーパーフォーミュラ                       | カロッツェリア・チーム・KCMG                 | 5                | 0                | 0                | 1                | 1                | 11               | 10位             |
| 2018    | インターコンチネンタルGTチャレンジ         | Mercedes-AMG Team Goodsmile                  | 1                | 0                | 0                | 0                | 0                | NC               | 5位              |
| 2018    | ル・マン24時間レース                       | トヨタ・ガズー・レーシング                   | 1                | 0                | 0                | 0                | 1                | N/A              | 2位              |
| 2018-19 | FIA 世界耐久選手権                         | トヨタ・ガズー・レーシング                   | 8                | 2                | 4                | 2                | 7                | 157              | 2位              |
| 2019    | スーパーフォーミュラ                       | カロッツェリア・チーム・KCMG                 | 7                | 0                | 0                | 0                | 2                | 19               | 6位              |
| 2019    | ウェザーテック・スポーツカー選手権         | コニカミノルタ・キャデラック                 | 1                | 1                | 0                | 0                | 1                | 35               | 27位             |
| 2019    | インターコンチネンタルGTチャレンジ         | Mercedes-AMG Team Goodsmile                  | 1                | 0                | 0                | 0                | 0                | NC               | 10               |
| 2019    | ル・マン24時間レース                       | トヨタ・ガズー・レーシング                   | 1                | 0                | 1                | 0                | 1                | N/A              | 2位              |
| 2019-20 | FIA 世界耐久選手権                         | トヨタ・ガズー・レーシング                   | 8                | 2                | 4                | 2                | 7                | 157              | 2位              |
| 2020    | スーパーフォーミュラ                       | カロッツェリア・チーム・KCMG                 | 5                | 0                | 0                | 0                | 0                | 8                | 16位             |
| 2020    | ウェザーテック・スポーツカー選手権         | コニカミノルタ・キャデラック                 | 1                | 1                | 0                | 0                | 1                | 35               | 23位             |
| 2020    | ル・マン24時間レース                       | トヨタ・ガズー・レーシング                   | 1                | 0                | 1                | 0                | 1                | N/A              | 3位              |

- * : 今シーズンの順位。（現時点）

### フォーミュラ3・ユーロシリーズ
| 年     | チーム             | シャシー           | エンジン   | 1        | 2        | 3        | 4        | 5        | 6         | 7       | 8       | 9       | 10      | 11      | 12       | 13       | 14        | 15       | 16        | 17        | 18       | 19        | 20        | 順位 | ポイント |
| ------ | ------------------ | ------------------ | ---------- | -------- | -------- | -------- | -------- | -------- | --------- | ------- | ------- | ------- | ------- | ------- | -------- | -------- | --------- | -------- | --------- | --------- | -------- | --------- | --------- | ---- | -------- |
| 2006年 | ASM・フォーミュラ3 | ダラーラ・F305/012 | メルセデス | HOC 1 6  | HOC 2 5  | LAU 1 11 | LAU 2 10 | OSC 1 11 | OSC 2 7   | BRH 1 6 | BRH 2 3 | NOR 1 5 | NOR 2   | NÜR 1 8 | NÜR 2 3  | ZAN 1 5  | ZAN 2 Ret | CAT 1 5  | CAT 2 Ret | BUG 1 DNS | BUG 2 14 | HOC 1 Ret | HOC 2 9   | 8位  | 34       |
| 2007年 | ASM・フォーミュラ3 | ダラーラ・F305/012 | メルセデス | HOC 1 10 | HOC 2 10 | BRH 1 3  | BRH 2 3  | NOR 1 8  | NOR 2 Ret | MAG 1   | MAG 2 9 | MUG 1 2 | MUG 2 4 | ZAN 1 2 | ZAN 2 17 | NÜR 1 11 | NÜR 2 Ret | CAT 1 19 | CAT 2 Ret | NOG 1 2   | NOG 2    | HOC 1 4   | HOC 2 Ret | 4位  | 59       |

- 太字はポールポジション、斜字はファステストラップ。(key)

### GP2シリーズ
| 年     | チーム | 1         | 2         | 3           | 4          | 5           | 6          | 7           | 8          | 9           | 10        | 11          | 12         | 13         | 14         | 15          | 16         | 17         | 18         | 19          | 20         | DC   | ポイント |
| ------ | ------ | --------- | --------- | ----------- | ---------- | ----------- | ---------- | ----------- | ---------- | ----------- | --------- | ----------- | ---------- | ---------- | ---------- | ----------- | ---------- | ---------- | ---------- | ----------- | ---------- | ---- | -------- |
| 2008年 | DAMS   | CAT FEA 8 | CAT SPR 1 | IST FEA Ret | IST SPR 9  | MON FEA Ret | MON SPR 18 | MAG FEA Ret | MAG SPR 9  | SIL FEA Ret | SIL SPR 7 | HOC FEA Ret | HOC SPR 18 | HUN FEA 11 | HUN SPR 8  | VAL FEA Ret | VAL SPR 6  | SPA FEA 9  | SPA SPR 14 | MNZ FEA Ret | MNZ SPR 13 | 16位 | 10       |
| 2009年 | DAMS   | CAT FEA 8 | CAT SPR 5 | MON FEA Ret | MON SPR 12 | IST FEA Ret | IST SPR NC | SIL FEA Ret | SIL SPR 17 | NÜR FEA 9   | NÜR SPR 3 | HUN FEA 13  | HUN SPR 8  | VAL FEA 8  | VAL SPR 11 | SPA FEA 7   | SPA SPR 11 | MNZ FEA 17 | MNZ SPR 17 | ALG FEA 6   | ALG SPR 19 | 16位 | 13       |

- 太字はポールポジション、斜字はファステストラップ。(key)

#### GP2アジアシリーズ
| 年        | エントラント | 1           | 2            | 3           | 4          | 5          | 6          | 7         | 8          | 9           | 10          | 11         | 12         | DC  | ポイント |
| --------- | ------------ | ----------- | ------------ | ----------- | ---------- | ---------- | ---------- | --------- | ---------- | ----------- | ----------- | ---------- | ---------- | --- | -------- |
| 2008年    | DAMS         | DUB1 FEA 13 | DUB1 SPR Ret | SEN FEA Ret | SEN SPR 15 | SEP FEA 5  | SEP SPR 1  | BHR FEA 3 | BHR SPR 1  | DUB2 FEA 20 | DUB2 SPR 14 |            |            | 6位 | 22       |
| 2008-09年 | DAMS         | SHI FEA 2   | SHI SPR Ret  | DUB FEA 1   | DUB SPR C  | BHR1 FEA 1 | BHR1 SPR 6 | LSL FEA 4 | LSL SPR 18 | SEP FEA 2   | SEP SPR 7   | BHR2 FEA 4 | BHR2 SPR 5 | 1位 | 56       |

- 太字はポールポジション、斜字はファステストラップ。(key)

### F1
| 年     | エントラント | シャシー | エンジン                       | 1       | 2       | 3       | 4       | 5       | 6       | 7       | 8       | 9       | 10     | 11      | 12     | 13      | 14      | 15      | 16      | 17      | 18     | 19      | 20    | WDC  | ポイント |
| ------ | ------------ | -------- | ------------------------------ | ------- | ------- | ------- | ------- | ------- | ------- | ------- | ------- | ------- | ------ | ------- | ------ | ------- | ------- | ------- | ------- | ------- | ------ | ------- | ----- | ---- | -------- |
| 2009年 | トヨタ       | TF109    | トヨタ RVX-09 2.4 V8           | AUS     | MAL     | CHN     | BHR     | ESP     | MON     | TUR     | GBR     | GER     | HUN    | EUR     | BEL    | ITA     | SIN     | JPN PO  | BRA 9   | ABU 6   |        |         |       | 18位 | 3        |
| 2010年 | ザウバー     | C29      | フェラーリ 056 2.4 V8          | BHR Ret | AUS Ret | MAL Ret | CHN Ret | ESP 12  | MON Ret | TUR 10  | CAN Ret | EUR 7   | GBR 6  | GER 11  | HUN 9  | BEL 8   | ITA Ret | SIN Ret | JPN 7   | KOR 8   | BRA 10 | ABU 14  |       | 12位 | 32       |
| 2011年 | ザウバー     | C30      | フェラーリ 056 2.4 V8          | AUS DSQ | MAL 7   | CHN 10  | TUR 10  | ESP 10  | MON 5   | CAN 7   | EUR 16  | GBR Ret | GER 9  | HUN 11  | BEL 12 | ITA Ret | SIN 14  | JPN 13  | KOR 15  | IND Ret | ABU 10 | BRA 9   |       | 12位 | 30       |
| 2012年 | ザウバー     | C31      | フェラーリ 056 2.4 V8          | AUS 6   | MAL Ret | CHN 10  | BHR 13  | ESP 5   | MON Ret | CAN 9   | EUR Ret | GBR 11  | GER 4  | HUN 18† | BEL 13 | ITA 9   | SIN 13  | JPN 3   | KOR Ret | IND 14  | ABU 6  | USA 14  | BRA 9 | 12位 | 60       |
| 2014年 | ケータハム   | CT05     | ルノー Enargy F1-2014 1.6 V6 t | AUS Ret | MAL 13  | BHR 15  | CHN 18  | ESP Ret | MON 13  | CAN Ret | AUT 16  | GBR 15  | GER 16 | HUN Ret | BEL    | ITA 17  | SIN DNS | JPN 19  | RUS Ret | USA     | BRA    | ABU Ret |       | 22位 | 0        |

- 太字はポールポジション、斜字はファステストラップ。(key)
- † : リタイアだが、90%以上の距離を走行したため規定により完走扱い。

### スーパーフォーミュラ
| 年     | チーム                    | シャシー       | エンジン | 1       | 2      | 2      | 3      | 4       | 5       | 5       | 6      | 7      | 7      | 8      | 9      | 10     | 11  | 12  | 順位  | ポイント |
| ------ | ------------------------- | -------------- | -------- | ------- | ------ | ------ | ------ | ------- | ------- | ------- | ------ | ------ | ------ | ------ | ------ | ------ | --- | --- | ----- | -------- |
| 2015年 | KYGNUS SUNOCO Team LeMans | ダラーラ・SF14 | トヨタ   | SUZ 9   | OKA 2  | OKA 2  | FSW 10 | TRM 17  | AUT 3   | AUT 3   | SUG 6  | SUZ1 3 | SUZ2 9 |        |        |        |     |     | 6位   | 20       |
| 2016年 | SUNOCO TEAM LEMANS        | ダラーラ・SF14 | トヨタ   | SUZ 16  | OKA 18 | OKA 18 | FSW 10 | TRM 9   | OKA1 18 | OKA2 17 | SUG 17 | SUZ1 9 | SUZ2 7 |        |        |        |     |     | 17位  | 1        |
| 2017年 | KCMG                      | ダラーラ・SF14 | トヨタ   | SUZ 9   | OKA1 4 | OKA2 5 | FSW 15 | TRM 2   | AUT 7   | AUT 7   | SUG 7  | SUZ1 C | SUZ2 C |        |        |        |     |     | 7位   | 16.5     |
| 2018年 | carrozzeria Team KCMG     | ダラーラ・SF14 | トヨタ   | SUZ 10  | AUT C  | AUT C  | SUG 6  | FSW 12  | TRM     | TRM     | OKA 2  | SUZ 13 | SUZ 13 |        |        |        |     |     | 10位  | 7        |
| 2019年 | carrozzeria Team KCMG     | ダラーラ・SF19 | トヨタ   | SUZ 9   | AUT 10 | AUT 10 | SUG 2  | FSW 6   | TRM 2   | TRM 2   | OKA 18 | SUZ 12 | SUZ 12 |        |        |        |     |     | 6位   | 19       |
| 2020年 | carrozzeria Team KCMG     | ダラーラ・SF19 | トヨタ   | TRM 14  | OKA    | OKA    | SUG 14 | AUT     | SUZ 4   | SUZ 4   | SUZ 15 | FSW 11 | FSW 11 |        |        |        |     |     | 16位  | 8        |
| 2021年 | KCMG                      | ダラーラ・SF19 | トヨタ   | FSW     | SUZ    | SUZ    | AUT    | SUG     | TRM     | TRM     | TRM 10 | SUZ    | SUZ    |        |        |        |     |     | 20位  | 1        |
| 2022年 | KCMG                      | ダラーラ・SF19 | トヨタ   | FSW 18  | FSW 9  | FSW 9  | SUZ 5  | AUT Ret | SUG 17  | SUG 17  | FSW 14 | MOT 14 | MOT 14 | MOT 17 | SUZ 18 | SUZ 10 |     |     | 17位  | 9        |
| 2023年 | Kids.com Team KCMG        | ダラーラ・SF23 | トヨタ   | FSW Ret | FSW 6  | FSW 6  | SUZ 14 | AUT 11  | SUG 6   | SUG 6   | FSW 9  | MOT 7  | MOT 7  | SUZ 8  | SUZ 17 |        |     |     | 11位  | 17.5     |
| 2024年 | Kids.com Team KCMG        | ダラーラ・SF23 | トヨタ   | SUZ 19  | AUT 10 | AUT 10 | SUG 10 | FSW 8   | MOT 12  | MOT 12  | FSW 3  | FSW 5  | FSW 5  | SUZ 14 | SUZ 10 |        |     |     | 10位  | 22.5     |
| 2025年 | Kids.com Team KCMG        | ダラーラ・SF23 | トヨタ   | SUZ 5   | SUZ 9  | SUZ 9  | MOT WD | MOT WD  | AUT 7   | AUT 7   | FSW    | FSW    | FSW    | SUG    | FSW    | FSW    | SUZ | SUZ | 10位* | 13*      |

- 太字はポールポジション、斜字はファステストラップ。(key)
- * : 今シーズンの順位。（現時点）

### SUPER GT
| 年     | チーム                      | 車両            | タイヤ | クラス | 1      | 2   | 3       | 4     | 5      | 6      | 7     | 8     | DC   | ポイント |
| ------ | --------------------------- | --------------- | ------ | ------ | ------ | --- | ------- | ----- | ------ | ------ | ----- | ----- | ---- | -------- |
| 2017年 | LEXUS TEAM WedsSport BANDOH | レクサス・LC500 | Y      | GT500  | OKA    | FSW | AUT     | SUG   | FSW    | SUZ 4  | CHA   | TRM   | 17位 | 10       |
| 2018年 | LEXUS TEAM SARD             | レクサス・LC500 | B      | GT500  | OKA 12 | FSW | SUZ Ret | CHA 1 | FSW 11 | SUG 10 | AUT 8 | TRM 8 | 13位 | 27       |

- 太字はポールポジション、斜字はファステストラップ。(key)

### フォーミュラE
| 年        | チーム                               | 車両                             | 1       | 2       | 3   | 4   | 5   | 6   | 7   | 8   | 9   | 10  | 11  | 12  | 順位 | ポイント |
| --------- | ------------------------------------ | -------------------------------- | ------- | ------- | --- | --- | --- | --- | --- | --- | --- | --- | --- | --- | ---- | -------- |
| 2017-18年 | MS&AD・アンドレッティ・フォーミュラE | スパーク-アンドレッティ・ATEC-03 | HKG 15+ | HKG 17+ | MAR | STI | MEX | PDE | ROM | PAR | BER | ZUR | NYC | NYC | 24位 | 0        |

(key)
- + ： ファンブースト。

### スポーツカー

#### FIA 世界耐久選手権
| 年        | エントラント               | クラス       | シャシー                    | エンジン                      | 1       | 2       | 3       | 4       | 5     | 6     | 7       | 8       | 9     | 順位 | ポイント |
| --------- | -------------------------- | ------------ | --------------------------- | ----------------------------- | ------- | ------- | ------- | ------- | ----- | ----- | ------- | ------- | ----- | ---- | -------- |
| 2013年    | AFコルセ                   | LMGTE Pro    | フェラーリ・458イタリア GT2 | フェラーリ・F136 4.5L V8      | SIL 2   | SPA 3   | LMS 4   | SÃO Ret | COA 3 | FUJ 9 | SHA 5   | BHR 3   |       | 7位  | 98       |
| 2016年    | トヨタ・ガズー・レーシング | LMP1         | トヨタ・TS050 HYBRID        | トヨタ 2.4L V6 (Hybrid)       | SIL 2   | SPA Ret | LMS 2   | NÜR 6   | MEX 3 | COA 3 | FUJ 1   | SHA 2   | BHR 5 | 3位  | 145      |
| 2017年    | トヨタ・ガズー・レーシング | LMP1         | トヨタ・TS050 HYBRID        | トヨタ 2.4L V6 (Hybrid)       | SIL 13  | SPA 2   | LMS Ret | NÜR 3   | MEX 4 | COA 4 | FUJ 2   | SHA 4   | BHR 4 | 5位  | 103.5    |
| 2018-19年 | トヨタ・ガズー・レーシング | LMP1         | トヨタ・TS050 HYBRID        | トヨタ 2.4L V6 (Hybrid)       | SPA 2   | LMS 2   | SIL DSQ | FUJ 1   | SHA 1 | SEB 2 | SPA 6   | LMS 2   |       | 2位  | 157      |
| 2019-20年 | トヨタ・ガズー・レーシング | LMP1         | トヨタ・TS050 HYBRID        | トヨタ 2.4L V6 (Hybrid)       | SIL 1   | FUJ 2   | SHA 3   | BHR 1   | COA 3 | SPA 1 | LMS 3   | BHR 1   |       | 1位  | 207      |
| 2021年    | トヨタ・ガズー・レーシング | LMH          | トヨタ・GR010 HYBRID        | トヨタ 3.5L Turbo V6 (Hybrid) | SPA 3   | POR 2   | MNZ 1   | LMS 1   | BHR 1 | BHR 2 |         |         |       | 1位  | 173      |
| 2022年    | トヨタ・ガズー・レーシング | LMH          | トヨタ・GR010 HYBRID        | トヨタ 3.5L Turbo V6 (Hybrid) | SEB Ret | SPA 1   | MNZ 2   | LMS 3   | FUJ 2 | BHR 1 |         |         |       | 3位  | 133      |
| 2023年    | トヨタ・ガズー・レーシング | ハイパーカー | トヨタ・GR010 HYBRID        | トヨタ 3.5L Turbo V6 (Hybrid) | SEB 1   | POR 9   | SPA 1   | LMS Ret | MNZ 1 | FUJ 1 | BHR 2   |         |       | 2位  | 145      |
| 2024年    | トヨタ・ガズー・レーシング | ハイパーカー | トヨタ・GR010 HYBRID        | トヨタ 3.5L Turbo V6 (Hybrid) | QAT 6   | IMO 1   | SPA 7   | LMS 2   | SÃO 4 | COA 2 | FUJ Ret | BHR Ret |       | 3位  | 113      |

- 太字はポールポジション、斜字はファステストラップ。(key)
- * : 今シーズンの順位。（現時点）

#### ウェザーテック・スポーツカー選手権
| 年     | チーム                                       | シャシー                  | エンジン                     | クラス | 1      | 2     | 3   | 4   | 5     | 6   | 7     | 8     | 9   | 10    | 11  | 12    | 順位  | ポイント |
| ------ | -------------------------------------------- | ------------------------- | ---------------------------- | ------ | ------ | ----- | --- | --- | ----- | --- | ----- | ----- | --- | ----- | --- | ----- | ----- | -------- |
| 2019年 | コニカミノルタ・キャデラック                 | キャデラック・DPi-V.R     | キャデラック・LT1 5.5 L V8   | DPi    | DAY 1  | SEB   | LBH | MDO | DET   | WGL | MOS   | ELK   | LGA | PET   |     |       | 27位  | 35       |
| 2020年 | コニカミノルタ・キャデラック                 | キャデラック・DPi-V.R     | キャデラック・LT1 5.5 L V8   | DPi    | DAY 1  | DAY   | SEB | ELK | ATL   | MDO | PET   | LGA   | SEB |       |     |       | 23位  | 35       |
| 2021年 | アリー・キャデラック・レーシング             | キャデラック・DPi-V.R     | キャデラック・LT1 5.5 L V8   | DPi    | DAY 2  | SEB 7 | MDO | DET | WGL 5 | WGL | ELK   | LGA   | LBH | PET 4 |     |       | 12位  | 1203     |
| 2022年 | アリー・キャデラック・レーシング             | キャデラック・DPi-V.R     | キャデラック・LT1 5.5 L V8   | DPi    | DAY 5  | SEB 6 | LBH | LGA | MDO   | DET | WGL 6 |       |     |       |     | PET 3 | 11位  | 1146     |
| 2022年 | バッサー・サリバン・レーシング               | レクサス・RC F GT3        | トヨタ 2UR 5.4 L V8          | GTD    |        |       |     |     |       |     |       | MOS 6 | LIM | ELK   | VIR |       | 28位  | 276      |
| 2025年 | キャデラック・ウェイン・テイラー・レーシング | キャデラック・Vシリーズ.R | キャデラック LMC55R 5.5 L V8 | GTP    | DAY 11 | SEB   | LBH | MON | DET   | WGL | ELK   | IMS   | PET |       |     |       | 11位* | 223*     |

- 太字はポールポジション、斜字はファステストラップ。(key)
- * : 今シーズンの順位。（現時点）

#### ル・マン24時間レース
| ル・マン24時間レース 結果 | ル・マン24時間レース 結果  | ル・マン24時間レース 結果               | ル・マン24時間レース 結果   | ル・マン24時間レース 結果 | ル・マン24時間レース 結果 | ル・マン24時間レース 結果 | ル・マン24時間レース 結果 |
| 年                        | チーム                     | コ・ドライバー                          | 車両                        | クラス                    | 周回                      | 順位                      | クラス 順位               |
| ------------------------- | -------------------------- | --------------------------------------- | --------------------------- | ------------------------- | ------------------------- | ------------------------- | ------------------------- |
| 2013年                    | AFコルセ                   | トニ・バイランダー オリビエ・ベレッタ   | フェラーリ・458イタリア GT2 | GTE Pro                   | 312                       | 20位                      | 5位                       |
| 2016年                    | トヨタ・ガズー・レーシング | マイク・コンウェイ ステファン・サラザン | トヨタ・TS050 HYBRID        | LMP1                      | 381                       | 2位                       | 2位                       |
| 2017年                    | トヨタ・ガズー・レーシング | マイク・コンウェイ ステファン・サラザン | トヨタ・TS050 HYBRID        | LMP1                      | 154                       | DNF                       | DNF                       |
| 2018年                    | トヨタ・ガズー・レーシング | マイク・コンウェイ ホセ・マリア・ロペス | トヨタ・TS050 HYBRID        | LMP1                      | 386                       | 2位                       | 2位                       |
| 2019年                    | トヨタ・ガズー・レーシング | マイク・コンウェイ ホセ・マリア・ロペス | トヨタ・TS050 HYBRID        | LMP1                      | 385                       | 2位                       | 2位                       |
| 2020年                    | トヨタ・ガズー・レーシング | マイク・コンウェイ ホセ・マリア・ロペス | トヨタ・TS050 HYBRID        | LMP1                      | 381                       | 3位                       | 3位                       |
| 2021年                    | トヨタ・ガズー・レーシング | マイク・コンウェイ ホセ・マリア・ロペス | トヨタ・GR010 HYBRID        | LMH                       | 371                       | 1位                       | 1位                       |
| 2022年                    | トヨタ・ガズー・レーシング | マイク・コンウェイ ホセ・マリア・ロペス | トヨタ・GR010 HYBRID        | LMH                       | 380                       | 2位                       | 2位                       |
| 2023年                    | トヨタ・ガズー・レーシング | マイク・コンウェイ ホセ・マリア・ロペス | トヨタ・GR010 HYBRID        | ハイパーカー              | 103                       | DNF                       | DNF                       |

#### デイトナ24時間レース
| デイトナ24時間レース 結果 | デイトナ24時間レース 結果                    | デイトナ24時間レース 結果                                                  | デイトナ24時間レース 結果 | デイトナ24時間レース 結果 | デイトナ24時間レース 結果 | デイトナ24時間レース 結果 | デイトナ24時間レース 結果 |
| 年                        | チーム                                       | コ・ドライバー                                                             | 使用車両                  | クラス                    | 周回                      | 順位                      | クラス 順位               |
| ------------------------- | -------------------------------------------- | -------------------------------------------------------------------------- | ------------------------- | ------------------------- | ------------------------- | ------------------------- | ------------------------- |
| 2019年                    | コニカミノルタ・キャデラック                 | レンガー・ヴァン・デル・ザンデ ジョーダン・テイラー フェルナンド・アロンソ | キャデラック・DPi-V.R     | DPi                       | 593                       | 1位                       | 1位                       |
| 2020年                    | コニカミノルタ・キャデラック                 | レンガー・ヴァン・デル・ザンデ ライアン・ブリスコー スコット・ディクソン   | キャデラック・DPi-V.R     | DPi                       | 833                       | 1位                       | 1位                       |
| 2021年                    | アリー・キャデラック・レーシング             | ジミー・ジョンソン サイモン・パジェノ マイク・ロッケンフェラー             | キャデラック・DPi-V.R     | DPi                       | 807                       | 2位                       | 2位                       |
| 2022年                    | アリー・キャデラック・レーシング             | ジミー・ジョンソン マイク・ロッケンフェラー ホセ・マリア・ロペス           | キャデラック・DPi-V.R     | DPi                       | 739                       | 11位                      | 5位                       |
| 2025年                    | キャデラック・ウェイン・テイラー・レーシング | ルイ・デレトラズ ジョーダン・テイラー                                      | キャデラック・Vシリーズ.R | GTP                       | 245                       | DNF                       | DNF                       |

### NASCAR

#### Cup Series
| NASCAR Cup Series results | NASCAR Cup Series results | NASCAR Cup Series results | NASCAR Cup Series results | NASCAR Cup Series results | NASCAR Cup Series results | NASCAR Cup Series results | NASCAR Cup Series results | NASCAR Cup Series results | NASCAR Cup Series results | NASCAR Cup Series results | NASCAR Cup Series results | NASCAR Cup Series results | NASCAR Cup Series results | NASCAR Cup Series results | NASCAR Cup Series results | NASCAR Cup Series results | NASCAR Cup Series results | NASCAR Cup Series results | NASCAR Cup Series results | NASCAR Cup Series results | NASCAR Cup Series results | NASCAR Cup Series results | NASCAR Cup Series results | NASCAR Cup Series results | NASCAR Cup Series results | NASCAR Cup Series results | NASCAR Cup Series results | NASCAR Cup Series results | NASCAR Cup Series results | NASCAR Cup Series results | NASCAR Cup Series results | NASCAR Cup Series results | NASCAR Cup Series results | NASCAR Cup Series results | NASCAR Cup Series results | NASCAR Cup Series results | NASCAR Cup Series results | NASCAR Cup Series results | NASCAR Cup Series results | NASCAR Cup Series results | NASCAR Cup Series results | NASCAR Cup Series results |
| 年                        | チーム                    | No                        | 1                         | 2                         | 3                         | 4                         | 5                         | 6                         | 7                         | 8                         | 9                         | 10                        | 11                        | 12                        | 13                        | 14                        | 15                        | 16                        | 17                        | 18                        | 19                        | 20                        | 21                        | 22                        | 23                        | 24                        | 25                        | 26                        | 27                        | 28                        | 29                        | 30                        | 31                        | 32                        | 33                        | 34                        | 35                        | 36                        | NCSC                      | ポイント                  | Ref                       |                           |
| ------------------------- | ------------------------- | ------------------------- | ------------------------- | ------------------------- | ------------------------- | ------------------------- | ------------------------- | ------------------------- | ------------------------- | ------------------------- | ------------------------- | ------------------------- | ------------------------- | ------------------------- | ------------------------- | ------------------------- | ------------------------- | ------------------------- | ------------------------- | ------------------------- | ------------------------- | ------------------------- | ------------------------- | ------------------------- | ------------------------- | ------------------------- | ------------------------- | ------------------------- | ------------------------- | ------------------------- | ------------------------- | ------------------------- | ------------------------- | ------------------------- | ------------------------- | ------------------------- | ------------------------- | ------------------------- | ------------------------- | ------------------------- | ------------------------- | ------------------------- |
| 2023                      | 23XI Racing               | 67                        | DAY                       | CAL                       | LVS                       | PHO                       | ATL                       | COA                       | RCH                       | BRD                       | MAR                       | TAL                       | DOV                       | KAN                       | DAR                       | CLT                       | GTW                       | SON                       | NSH                       | CSC                       | ATL                       | NHA                       | POC                       | RCH                       | MCH                       | IRC 33                    | GLN                       | DAY                       | DAR                       | KAN                       | BRI                       | TEX                       | TAL                       | ROV                       | LVS                       | HOM                       | MAR                       | PHO                       | 63位                      | 0                         | [ 67 ]                    |                           |
| 2024                      | 23XI Racing               | 50                        | DAY                       | ATL                       | LVS                       | PHO                       | BRI                       | COA 29                    | RCH                       | MAR                       | TEX                       | TAL                       | DOV                       | KAN                       | DAR                       | CLT                       | GTW                       | SON                       | IOW                       | NHA                       | NSH                       | CSC                       | POC                       | IND                       | RCH                       | MCH                       | DAY                       | DAR                       | ATL                       | GLN                       | BRI                       | KAN                       | TAL                       | ROV                       | LVS                       | HOM                       | MAR                       | PHO                       | 41位                      | 8                         | [ 68 ]                    |                           |